# شركة لايكا

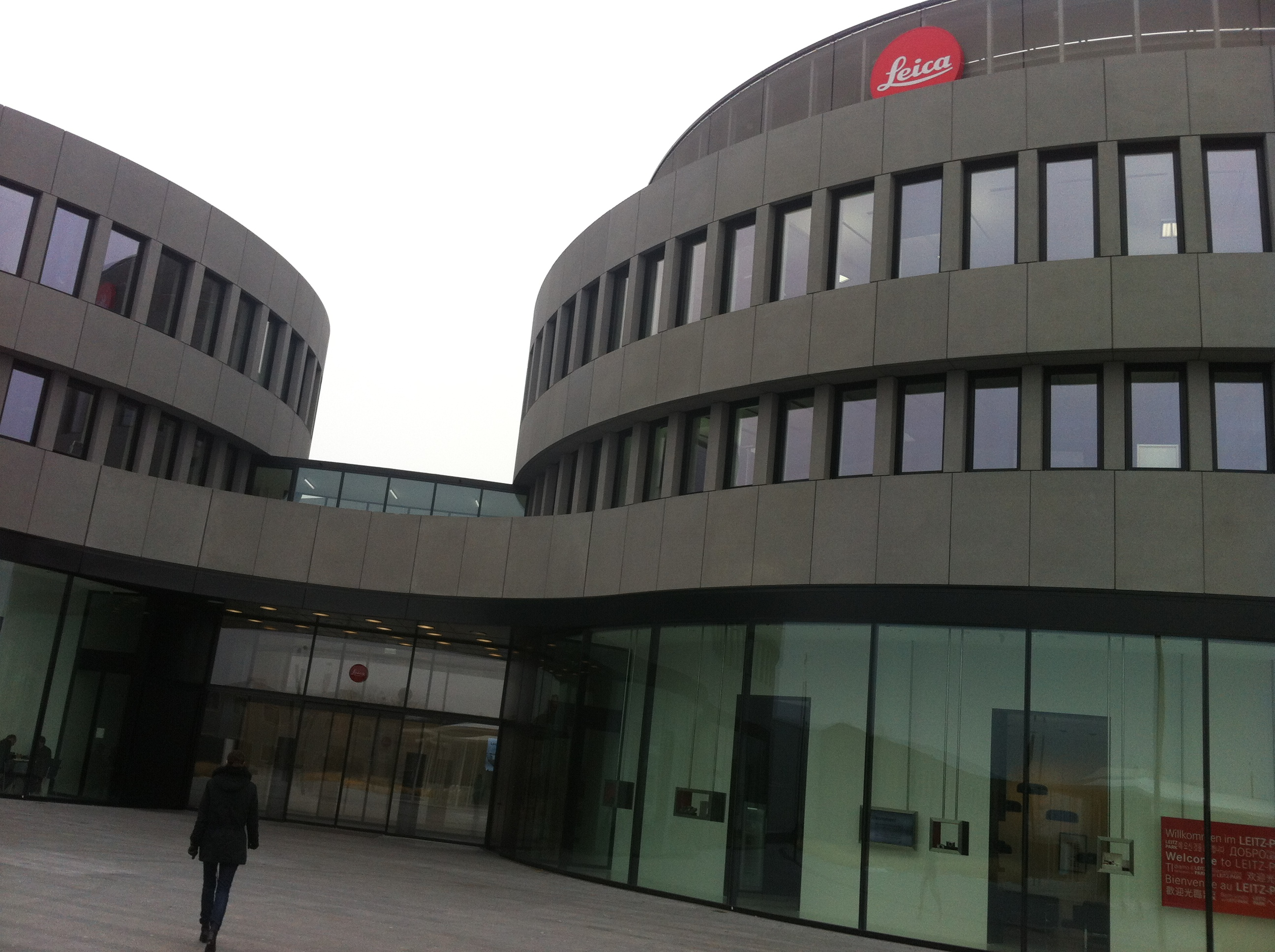
مقر شركة لايكا في مدينة فتسلار الألمانية.

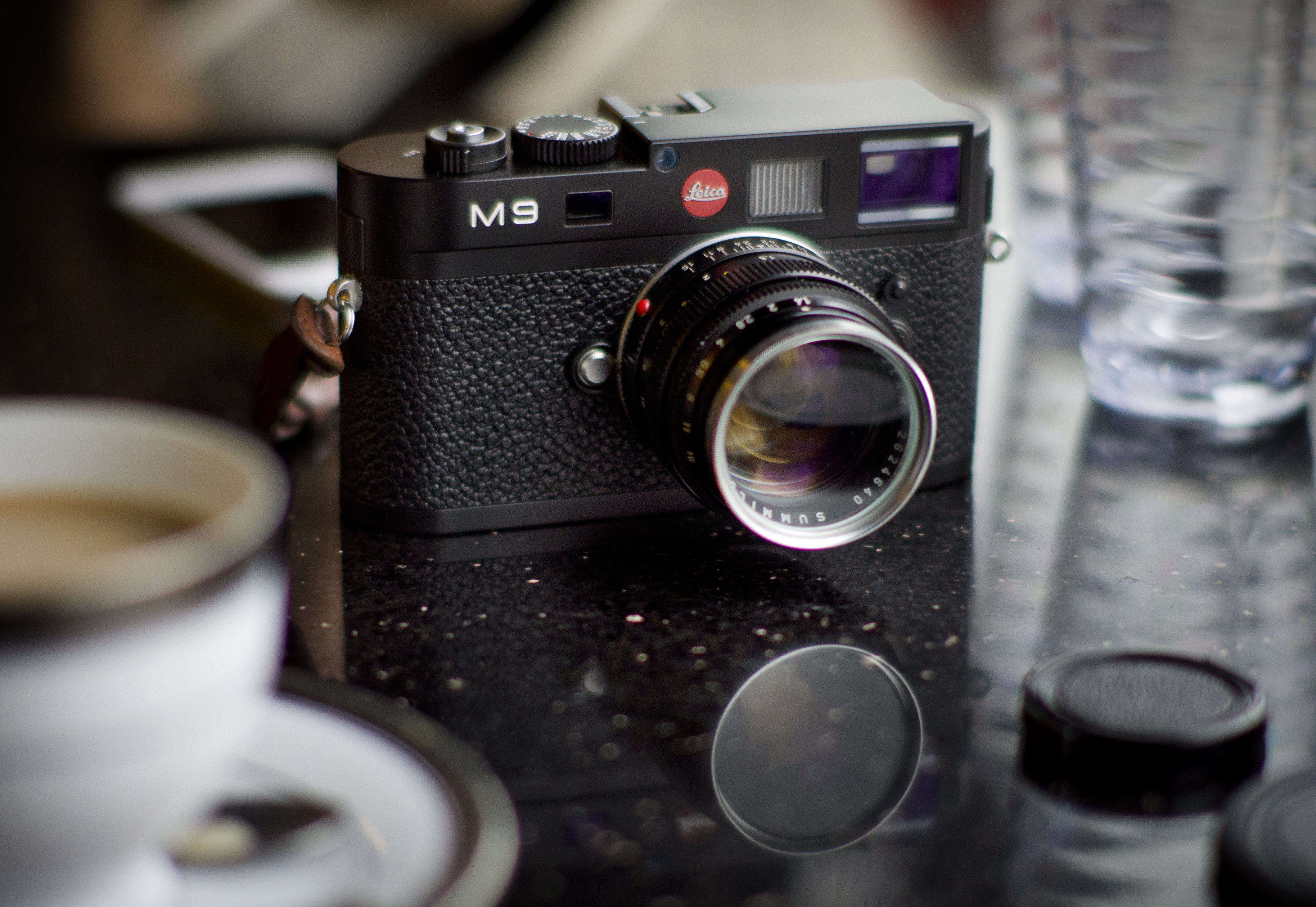
The كاميرا لايكا الرقمية موديل إم 9.

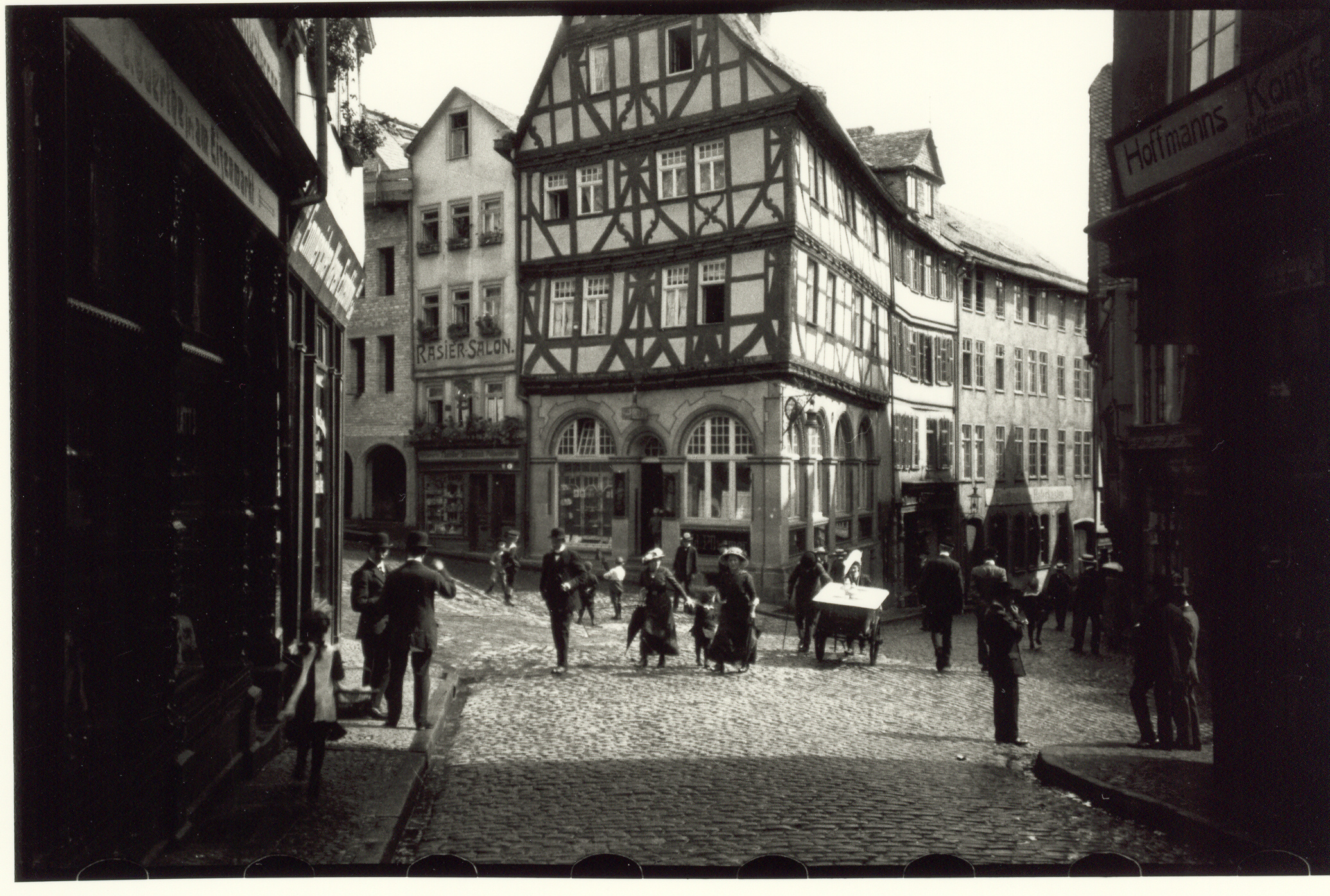
أول صورة مأخوذة من كاميرا لايكا يو أر بواسطة أوسكار بارناك عام 1913 في آيزن ماركت، فتسلار، ألمانيا

شركة لايكا هي شركة ألمانية تعمل في تصنيع الكاميرات والعدسات والمناظير ومناظير البنادق والمجاهر وعدسات العيون. تأسست الشركة عام 1869 من قبل إرنست ليتز في فيتسلار بألمانيا.
منذ تأسيس الشركة وهي تحت اسم ليتز حتى تم تغيير الاسم إلى لايكا في عام 1986، بسبب شهرة علامة لايكا التجارية، حيث أن اسم لايكا مشتق من أول ثلاثة أحرف من لقب إرنست ليتز.
في نفس العام نقلت لايكا مقرها الرئيسي من فيتسلار إلى بلدة سولمز.
شركة لايكا مملوكة بنسبة 45% لمجموعة بلاكستون التي ترخص اسم لايكا التجاري من شركة لايكا مايكروسيستمز المملوكة بشكل مستقل.

## التاريخ
تشكل مصنع لايكا في الفترة ما بين عام 1907 إلى خمسينيات القرن الماضي، في شارع إرنست ليتز في فتسلار. وظل هذا المبنى قائم في شارع إرنست حتى تم نقل مقر الشركة إلى مدينة سولمز في عام 1986.
مصنع ويتزلار هو عبارة عن بناء معماري حضاري خاص، ويقع على الجانب الآخر من المبنى الإداري أعلى منحدر كالسمونت ويشكل هيكل جذابا من ناطحات السحاب إلى أنقاض قلعة كالسمونت.
في العقود الأخيرة من القرن التاسع عشر، انتقل إرنست ليتز ومنشآته الإنتاجية إلى منحدرات كالسمونت. في السنوات الأولى كانت المباني السكنية وورش العمل في لوفدورفر ويج غير كافية.
في أوائل القرن العشرين، توسع إنتاج الأجهزة البصرية بشكل كبير في المصنع، وبالتالي تم توسيع المصنع حيث أصبح أعلى مبنى في مدينة ويتسلار.
الآن تم إخفاء الجزء القديم من هذه المباني الشاهقة بواسطة مبنى جديد في شوتزنشتراسه.
يتكون شكل المبنى القديم من قاعدة حجرية من الطوب مغطاة بسقف مائل مصنع من الإردواز، تم تصميمه من قبل المهندس المعماري جان شميدت في عام 1907.
في نفس العام، تم تغيير شكل المبنى حيث تم بناء هياكل جديدة للخرسانة وتصميم بسيط للواجهة.
يتكون المبنى من أربعة طوابق ينقسم كل طابق إلى ست مجموعات لكل منها ثلاث نوافذ.
تلخص أنماط الجدران الضيقة والحواجز المدمجة قليلا الطوابق الثلاثة السفلية. يفصل الطابق الرابع عن الجزء السفلي من المبنى بواسطة إفريز بعيد جدا. ويوجد على جانبي المبنى المركزي أسقف مرتفعة.
توسعت مساحة المبنى مع زيادة الإنتاج والعمال.
في عام 1911، قام ليتز بتشييد مبنى شاهق خطط له من قبل المهندس جان شميدت وقام المقاول روبرت شنايدر بالتنفيذ.
تم بناء الطابق السفلي من الخرسانة المسلحة مع سلالم من الطوب. وتغير المخطط الأصلي مرة أخرى، لإنشاء تصميم أبسط للواجهة.
يتم تجميع المستويات السفلية بواسطة أعمدة في المبنى المكون من عشرة محاور، الذي يصل ارتفاعه ناطحات السحاب.
مخطط جان شميدت هو مخطط يصل ارتفاعه إلى ناطحات السحاب على الرغم من أنه مكون من سبعة طوابق فقط.
تظهر رسومات الواجهة الأعمدة ذات الأقواس في الطابق الأرضي والمثبتة بين شريط طويل من النوافذ مع أعمدة مفرطة لا تزال موجودة حتى الآن. يظهر التصميم العام مزيج من العناصر المميزة والجذابة للغاية وبقايا أشكال الحداثة المنحنية التي تذكر بالمباني التي صممها جوزيف ماريا أولبريتش في ماتيلدنهوه في دارمشتات.
في عام 1936، قدم جان شميدت خطة لبناء مصنع لإنتاج أعمال الشركة مكون من ثماني طوابق.
تم تشييد المبنى ببناء خرساني على شكل قاعات الإنتاج في شركة أوبل في روسلسهايم، وزايست في جين وفيرنيرفرك في برلين. ومن الممكن الوصول إلى جميع الطوابق من خلال الدرج.
وافقت حكومة المدينة والمنطقة على بناء ثمانية طوابق مع الطابق التاسع الذي يشبه لوجيا، والذي تم إغلاقه لاحقا، بسبب رفض الحكومة المنطقة للتخطيط لآن التصميم الخارجي بسيط وغير جذاب كشكل عام. ومع ذلك تم إنشاء البناء في عام 1938 بين أقدم ناطحتي سحاب. في عام 1950، أضيفت ناطحة سحاب ذات بناء مماثل من تسعة طوابق، غرب ناطحة السحاب التي شيدت عام 1911.

## قبل الحرب العالمية الثانية
في عام 1913، تصمم أول نموذج لفيلم لايكا بحجم 35 مم بواسطة أوسكار بارناك الذي يعمل في مصنع أرنست ليتز للأعمال البصرية في ويتزلار.
يمكن الكاميرا المدمجة من تصوير المناظر الطبيعية في الرحلات الجبلية. كانت أول كاميرا عملية مقاس 35 ملم، تستخدم في تصوير فيلم سينمائي ويخرج منها الفيلم بطريقة أفقية، يمتد حجم إطارها إلي 24 × 36 مم بنسبة 2:3 عرض إلى ارتفاع، بدلا من كاميرات السينما التي يخرج منها الفيلم بشكل عمودي.
كانت شركة لايكا لديها العديد من النماذج المتكررة.
في عام 1923، قام برناك بعمل سلسلة من 31 كاميرا لاختبارها في المصنع بين العاملين والمصورين قبل الإنتاج.
على الرغم من أن نصف الكاميرات النماذج الأولية لم تكن ناجحة، لكن إرنست ليتز قرر إنتاجها في عام 1924.
نجح إصدار الكاميرات الذي قدمه إرنست في معرض ربيع لايبزيغ عام 1925 نجاحا باهرا، وكان الإصدار يعرف باسم لايكا I.
كان المستوى البؤري للكاميرا يتراوح من 1\20 إلى 1\500 لكل ثانية.
قال بارناك أن كاميرا لايكا صغيرة لذا فهي تنتج صورة صغيرة وسلبية، ولإخراج صورة كبيرة عن طريق التكبير يجب أن تحتوي الكاميرا على عدسات عالية الجودة والدقة يمكنها إنشاء صورة سلبية محددة.
قام بارناك بعدة تجارب على كاميرا زايس تيسار الأولية الخاصة به، ونظرا لأن زايس تيسار صممت لتنسيق 18 × 24 مم فقد تم تغطية جزء من صورة كاميرا لايكا السلبية.
فلجأ بارناك للتجارب على عدسة كاميرا ليتز ميكرو للنموذج الأولي 1:4.5\42، لكن يجب أن تكون العدسة مصممة خصيصا للنموذج لتحقيق الدقة اللازمة للتكبير.
عدسة لايكا الأولى ذات تصميم 50 مم هي استنادا إلى مجموعة كوك الثلاثية لعام 1893، الذي قام ماكس بريك بتكيفها في مجموعة ليتز.
تحتوي العدسة على خمسة عناصر في ثلاث مجموعات، تتكون المجموعة الثالثة من ثلاثة عناصر مثبتة، وكانت تسمى في البداية ليتز أناستيجمات.
تحتوي عدسة كاميرا ليتز أناستيجمات على الحجاب الحاجز بين العنصر الأول والعنصر الثاني. تغير اسم العدسة إلي الماكس عند بيعها لأول مرة من أجل ماكس بريك وليتز.
في عام 1925، أنتجت مختبرات ليتز زجاج بخصائص بصرية محسنة، وصمم البروفيسور بريك نسخة محسنة من عدسة الماكس تسمى المار تحتوي على أربعة عناصر في ثلاث مجموعات. وتم تبسيط المجموعة الثالثة إلى عنصرين مدمجين، وكان صنعهما أسهل وأرخص.
كان لدي البروفيسور بيريك كلبان، احدهما يسمى هيكتور والأخر ريكس.
فقد أطلق اسم هيكتور على سلسلة من عدسات لايكا، وأطلق على سلسلة أخرى اسم سماريكس.
في عام 1930، أنتجت عدسة لايكا شوربجونداي لأول مرة، مع نظام قابل للتبديل يعتمد على سن اللولب بقطر 39 مم، ويعرف باسم لايكا زريد موينت أو إل تي إم. كانت عدسة الطراز الأصلية مقاس 50 مم، وكانت الزاوية العريضة له 35 مم.
في منتصف ثلاثينيات القرن الماضي صممت عدسة ثمبار 90، وهي العدسة الأسطورية التي تميزت بالتركيز الدقيق، لكن تم تصنيع أعداد صغيرة منها في الفترة ما بين عامي 1935 و 1949، هي الآن عنصر نادرة لهواة الجمع.
في عام 1932، تم إنتاج كاميرا لايكا II لأول مرة، وهي كاميرا تقوم بتحديد مدى اقتران المدمج بآلية تركيز العدسة. يحتوي هذا الطراز على محدد منظر منفصل يعرض صورة مصغرة ومعين المدى.
في عام 1932، تم توحيد مستوى الأفلام إلى 28.8 مم، ونفذ لأول مرة على طراز لايكا سي.
تم تصنيع نموذج لايكا III بسرعات غالقة بطيئة، ثم تم التعديل علية وإنتاج طراز لايكا IIIa بسرعة غالق 1\1000 لكل ثانية، وهذا هو آخر نموذج تم تصنيعه قبل وفاة أوسكار بارناك.
استمر ليتز في تحسين التصميم الأصلي حتى عام 1957. يحتوي الإصدار الأخير IIIg على عدسة كبيرة مع العديد من خطوط الإطارات. تحتوي جميع هذه الطرازات على مجموعة وظيفية من الموانئ الدائرية والنوافذ المربعة.
تحمل كاميرات لايكا المبكرة الحروف دي أر بي التي هي إختصار لكلمة براءة اختراع باللغة الألمانية. ربما يكون هذا الاسم هو إشارة إلى براءة الاختراع الألمانية رقم 384071، الممنوحة إلى ليتز في ويتزلار في 3 فبراير عام 1932.

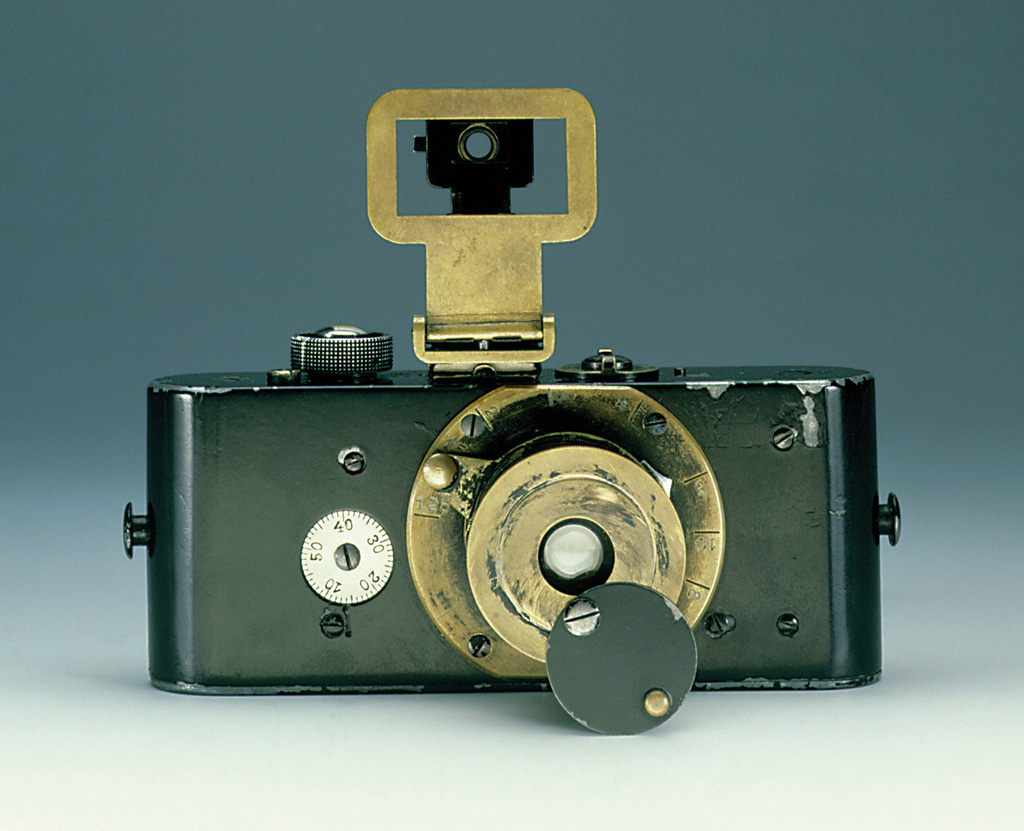
كاميرا يو آر لايكا، أعلن عنها في عام 1914
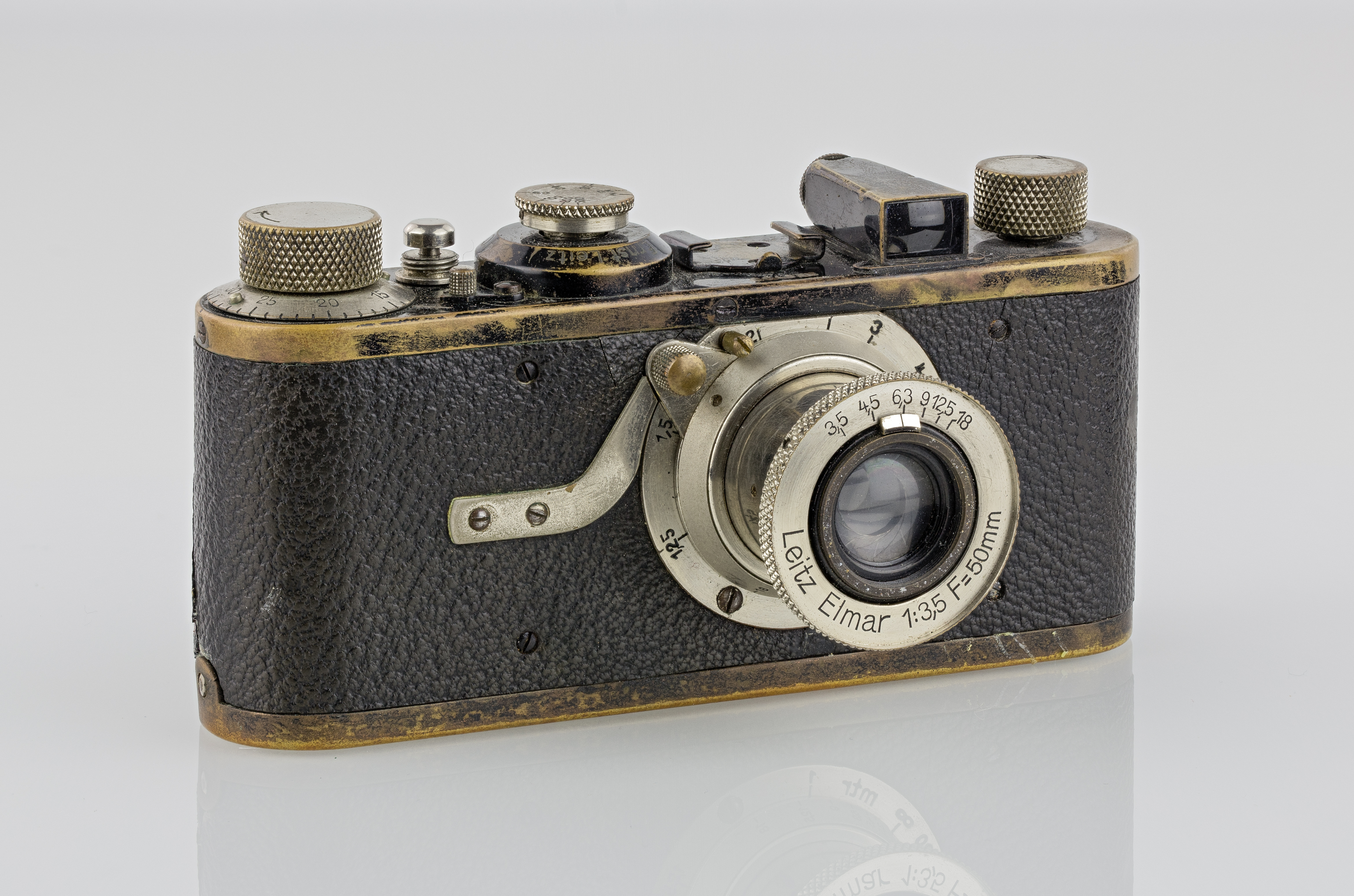
كاميرا لايكا الأولى، أعلن عنها في عام 1927
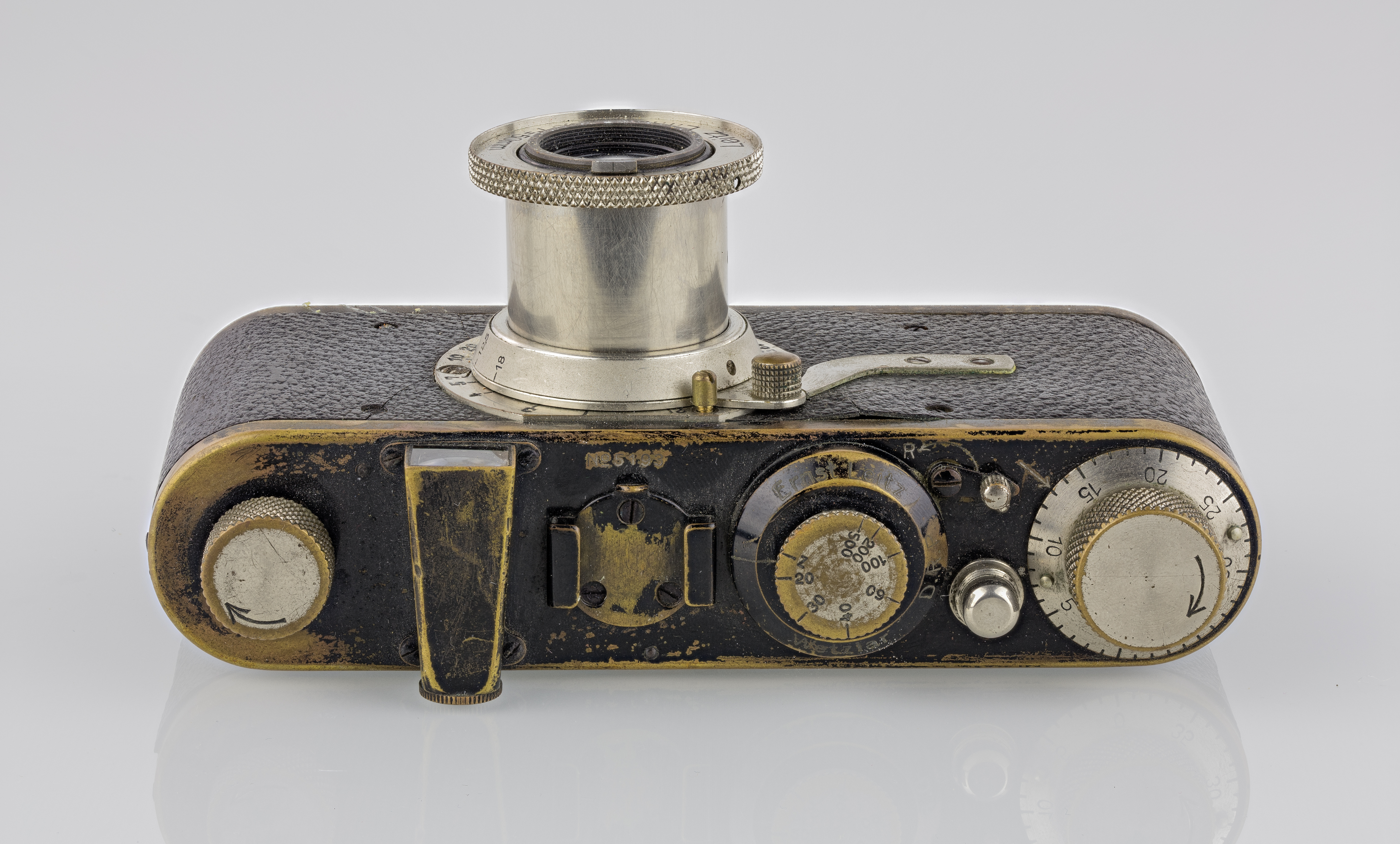
صورة جانبية لكاميرا لايكا الأولى
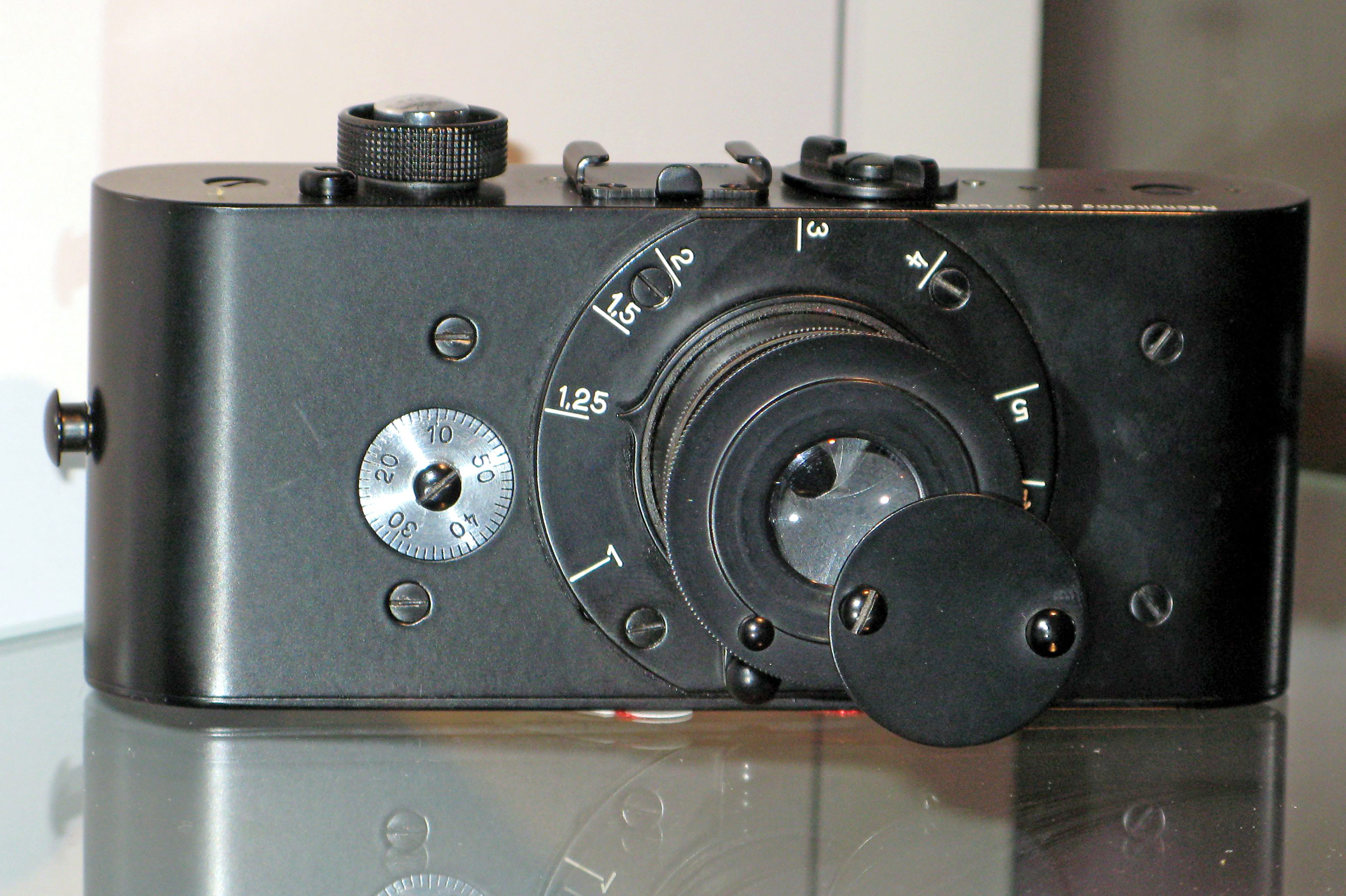
نسخة أولية لكاميرا لايكا أعلن عنها في عام 1913

كان لدى الشركة سياسة عمل تقدمية شجعت العمال المهرة على العمل والاحتفاظ به، كان أغلب عمال الشركة من اليهود.
لكنهم كانوا يريدون مغادرة ألمانيا قبل قيام الحرب العالمية وغلق الحدود، فقام إرنست ليتز بإنتخاب هتلر لمساعدتهم على المغادرة، وعين المئات من الألمان في مكاتب المبيعات الخارجية. بعد ليلة الكريستال في عام 1938، تم تكثيف الجهود، حتى وقت إغلاق الحدود في سبتمبر عام 1939.
قامت لايكا بإكتشاف يسمى قطار الحرية لكن لم يتم اكتشافه إلا بعد انتهاء الحرب العالمية الثانية ووفاة ليتز.

## بعد الحرب العالمية الثانية
استمرت ليتز في إنتاج الإصدارات المتأخرة من لايكا II ولايكا III خلال الخمسينيات بعد الحرب العالمية الثانية.
في عام 1954، قدمت شركة ليتز إصدار كاميرا ليتز لايكا إم 3 مع حامل لايكا إم الجديد، هو حامل عدسة يشبه الحربة. تم في هذا الإصدار الجديد دمج محدد المدى ومنظار الرؤية في معين كبير مع صورة مزدوجة.
تواصل شركة لايكا العمل على هذا النموذج وتحسينه.
أحدث الإصدارات التي أنتجتها الشركة هي كاميرا إم بي وإن أيه، وكلاهما يحتوي على إطارات لعدسات 28 و 35 و 50 و 75 و 90 و 135 ملم، والتي تظهر تلقائيا عند التركيب.
في عام 1952، قرر غونتر ليتز إنشاء فرع اخر للشركة في ميدلاند بأونتاريو ويحمل اسم إرنست ليتز كندا.
النماذج التي تم تصنيعها بعد الحرب تحمل الأحرف DBP في بداية الاسم، وهي الأحرف التي تشير إلى براءة الاختراع الألمانية الفيدرالية، بدلا من الأحرف DRP التي كانت تحملها نماذج ما قبل الحرب.
قام عدد من شركات الكاميرات ببناء نماذج تشبه تصميم جهاز تحديد المدى لشركة لايكا. تشمل هذه الطرازات:
- ليوتاكس ونيكا وكانون في اليابان
- كاردون في الولايات المتحدة الأمريكية
- ريد في إنجلترا
- فيد وزوركي في الاتحاد السوفيتي.

في سبعينات القرن الماضي، قدم والتر ماندلر تصميم لجهاز كمبيوتر للمساعدة في الهندسة البصرية.

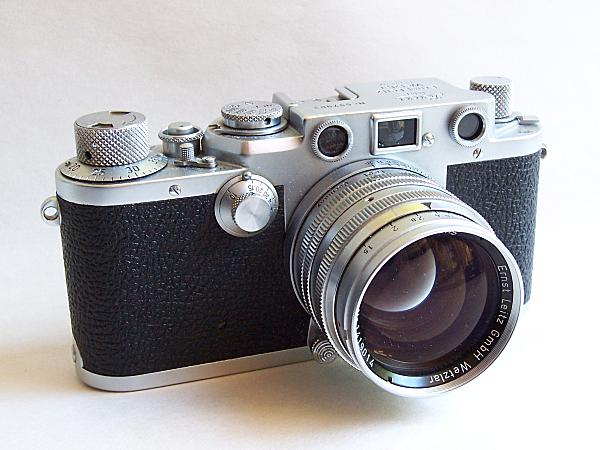
كاميرا لايكا آي آي آي إف، أعلن عنها في عام 1950
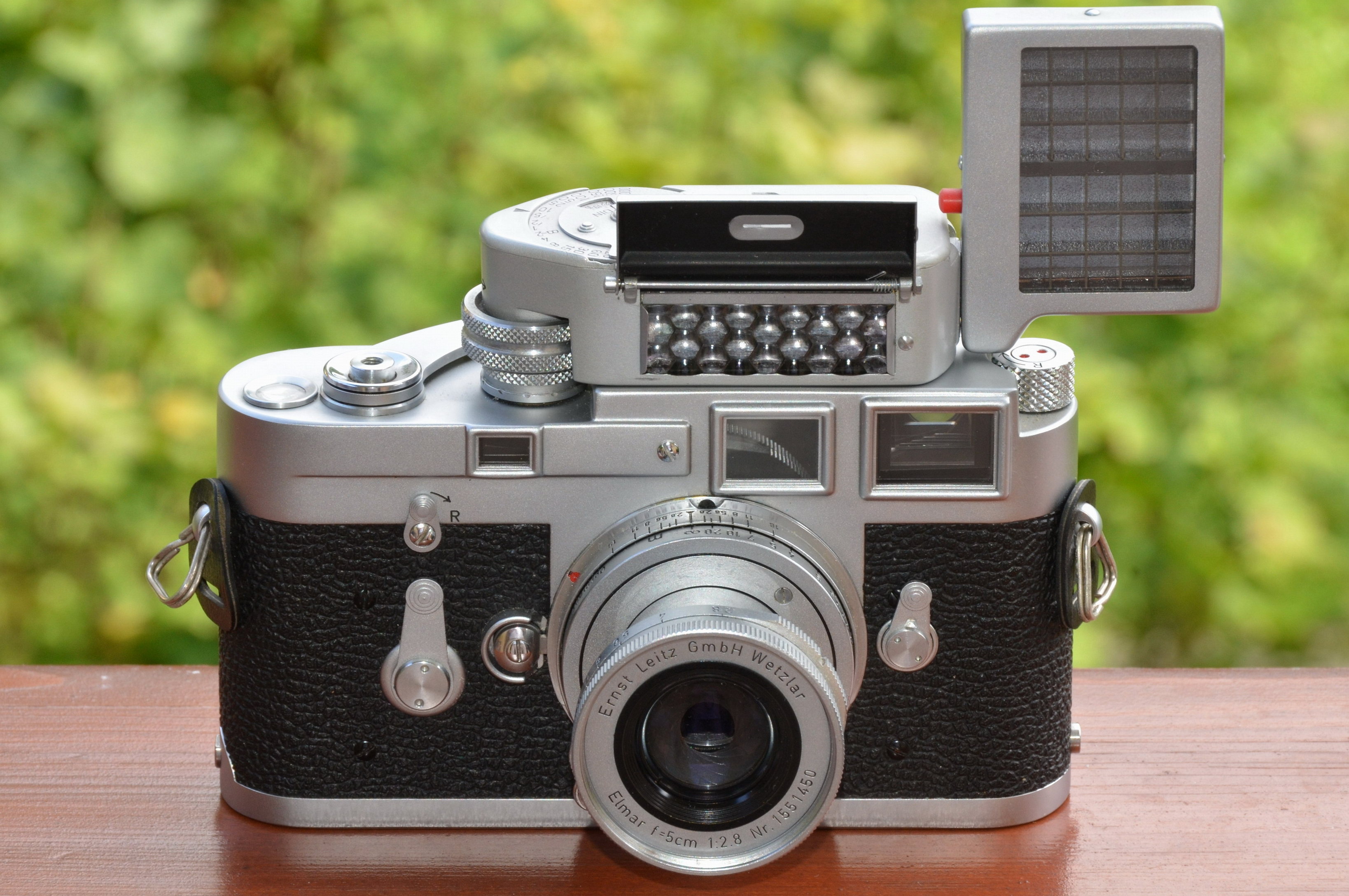
كاميرا لايكا إم 3، أعلن عنها في عام 1958
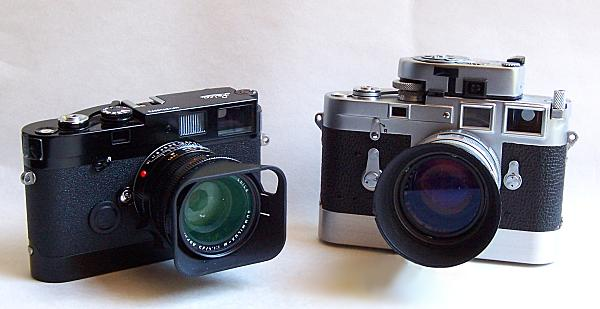
لايكا إم بي من عام 2003 ولايكا إم 3 من عام 1954
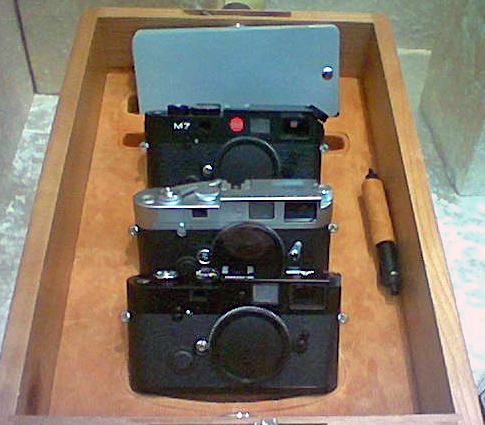
سلسلة كاميرا إم

في منتصف الخمسينيات تم تحديث جميع الإصدار التي عمل عليها المصنع، ثم عرضت إصدارات كاميرات لايكا السابقة طبقا لمواصفات الطراز الجديد، واحتفظت الكاميرات التي تم تحديثها برقمها التسلسلي الأصلي.
منذ عام 1964، وشركة لايكا تقوم بإنتاج كاميرات انعكاسية أحادية العدسة، أول إصدار أطلق عليه لايكافلكس ثم لايكافلكس إس إل ولايكافلكس إس إل 2، جاءت بعد ذلك سلسلة أر من أر 3 إلى أر 7، وهي سلسلة بالتعاون مع مؤسسة مينولتا.
تم تصميم وتصنيع إصدار لايكا أر 8 بالكامل تحت شركة لايكا. كان نموذج لايكا أر 9 هو النموذج الأخير والذي يمكن تزويده بوحدة رقمية.
في 25 مارس عام 2009، أعلنت شركة لايكا على الموقع الخاص بها أنها ستتوقف عن تصنيع سلسلة أر، لأن الشركة كانت بطيئة في إنتاج النموذج ولم تقم بتصنيع طراز لايكا أر الذي يتضمن التركيز التلقائي، بالإضافة إلي أن التطورات الجديدة في الكاميرات أثرت بشكل كبير على مبيعات كاميرات وعدسات لايكا أر مما أدى إلى انخفاض كبير في عدد المبيعات. للأسف لم يعد هناك أساس اقتصادي للاحتفاظ بنظام لايكا أر في برنامج إنتاج الشركة.
نظام لايكا فيسوفلكس هو صندوق انعكاسي مرتبط بحامل العدسة لتحديد النقاط.
تم تصنيع إصدارات منفصلة لهيكل سلسلة اللولب وسلسلة إم والعدسات المقبولة المصنوعة خصيصا لـنظام فيسوفلكس.
في هذه الإصدارات تم تحقيق التركيز عبر شاشة زجاجية بدلا من استخدام أداة تحديد المدى الخاصة بالكاميرا.
محددات مدى الكاميرا محدودة بطبيعتها في قدرتها على التركيز بدقة على العدسات ذات الطول البؤري الطويل، ويسمح صندوق انعكاس المرآة بعدسات أطول بكثير.
على مر تاريخ الشركة وليتز كان مسؤول عن العديد من الابتكارات البصرية، مثل عدسات الإنتاج شبه الكروية، والعدسات متعددة الطبقات، والعدسات الأرضية النادرة.
كان بلووت هو أول مبيت منعكس يتم تصنيعه من قبل شركة لايكا، الذي تم الإعلان عنه في عام 1935، إلى جانب عدسة تليات لينس مقاس 200 مم
يعد هذا التاريخ من أهم التواريخ منذ نشأة الشركة، بسبب أن الشركة أصبحت من بين رواد صانعي إس إل أر.
في عام 1964، تم طرح نموذج لايكافلكس، وكان هذا العرض الثالث من عروض لايكا إس إل أر حيث أن بووت وفيسوفلكس هي أول عروض للشركة من إس إل أر.
في عام 1951، تم تقديم نموذج بووت الذي صمم من قبل شركة لايكا. في عام 1960، تم إطلاق إصدار فيسوفلكس II. في عام 1964، تم إطلاق إصدار فيسوفلكس III مع مرأة العودة الفورية.
تضمنت عدسات لايكا في نظام فيسوفلكس أطولا بؤرية تبلغ 65 و 180 و 200 و 280 و 400 و 560 و 800 ملم. بالإضافة إلى ذلك، يمكن إزالة المجموعات البصرية للعديد من عدسات محدد المدى وربطها بـ فيسوفلكس عبر نظام محولات.
في عام 1984، توقفت الشركة عن تصنيع نظام فيسوفلكس.
عرضت شركة لايكا مجموعة واسعة من الملحقات، فعلى سبيل المثال، كان من السهل استخدام عدسات إل تي إم على كاميرات إم عبر محول. ويمكن استخدام عدسات فيسوفلكس على كاميرات لايكافلكس وأر المزودة بمحول.
تتميز بعض عدسات محدد المدى إل تي إم وإم بمجموعات بصرية قابلة للإزالة يمكن تركيبها عبر مهيأت على نظام فيسوفلكس، مما يجعلها قابلة للاستخدام كعدسات تحديد المدى أو عدسات إس إل أر لكاميرات برغيماونت وإم لجهاز تحديد المدي المجهز بـ فيسوفلكس، فضلا عن كونها قابلة للاستخدام في كاميرات لايكافلكس وأر.
عرضت لايكا أنظمة تركيز مثل فوكورابيد وتيليفيت، التي يمكن أن تحل محل حوامل حلزونية معينة للعدسات الرياضة والتصوير عن بعد لإظهار الشكل طبيعي.

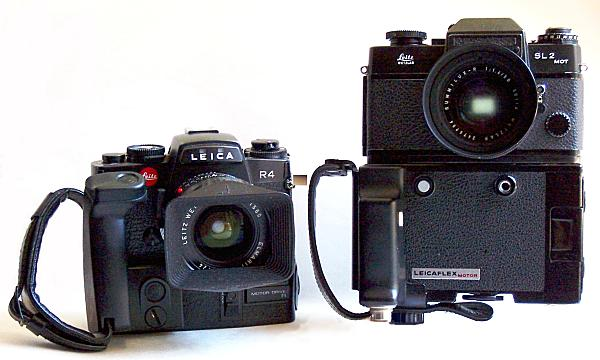
لايكا أر 4، أعلن عنها في عام 1980 مع ولايكا إس إل 2 من عام 1974.
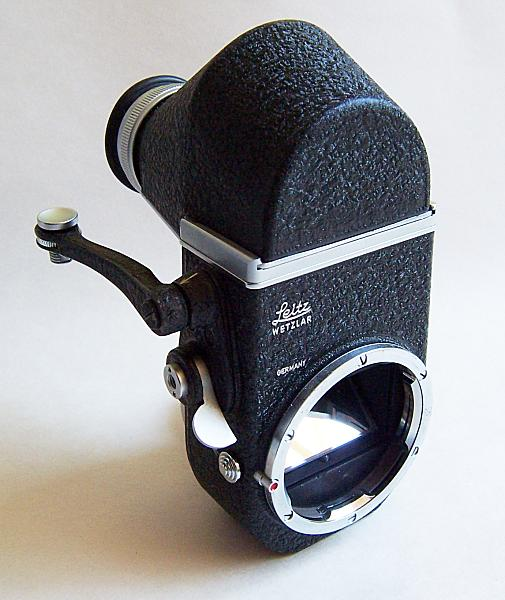
كاميرا لايكا فيسوليكس أعلن عنها في عام 1960
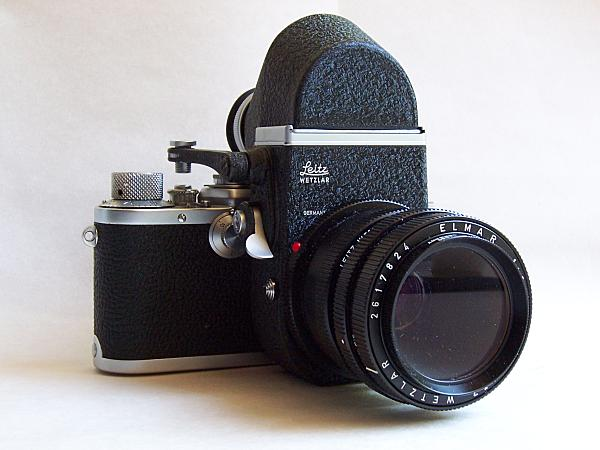
كاميرا لايكا آي آي آي إف

## التحويل من ليتز إلى لايكا

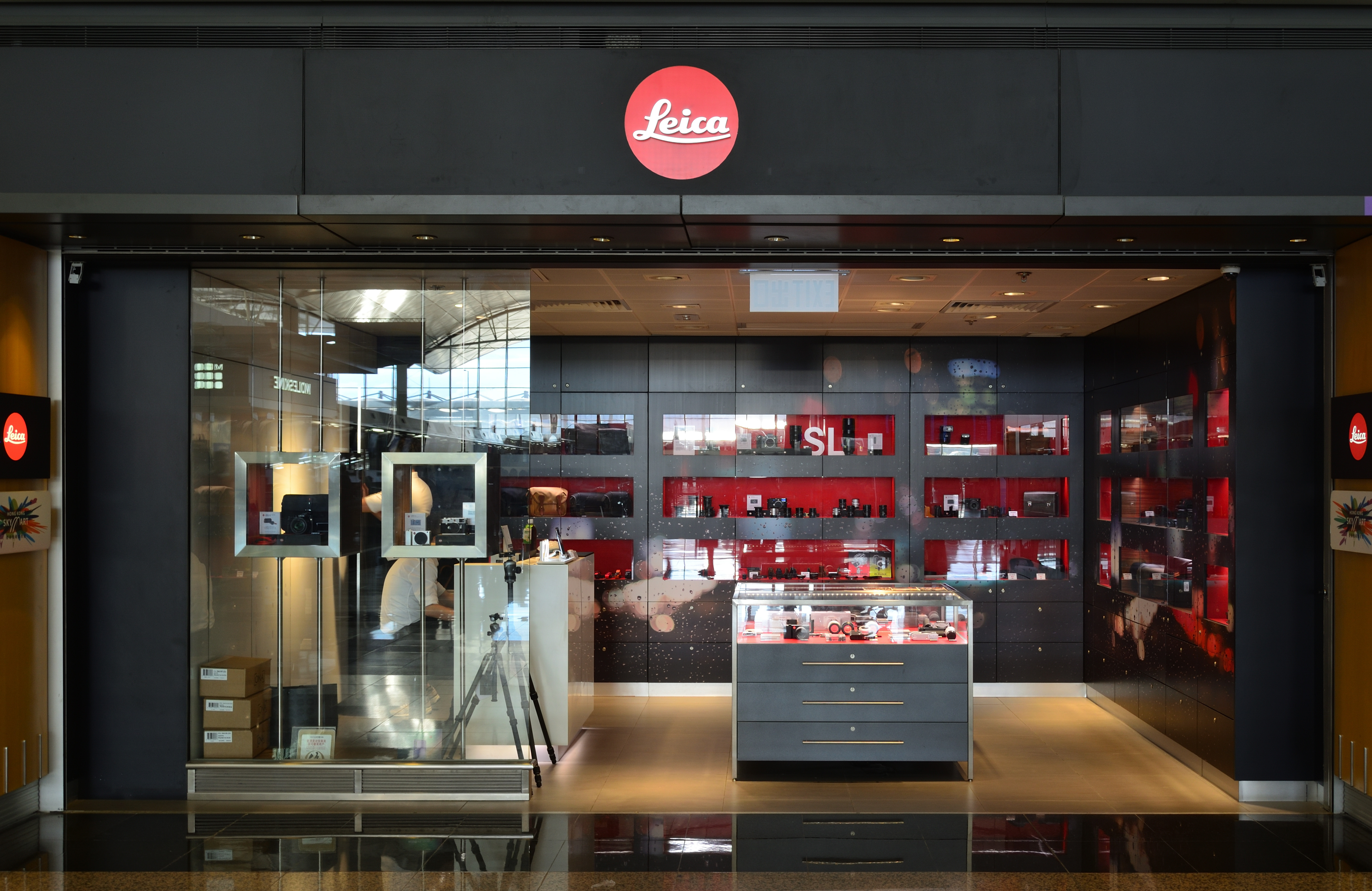
متجر لشركة لايكا في مطار هونغ كونغ الدولي

في عام 1986، غيرت شركة ليتز اسمها إلى لايكا، بسبب شهرة الاسم التجاري لايكا.
في عام 1995، نقلت شركة لايكا مقرها من فيتسلار بألمانيا إلى سولمز بالقرب من ألمانيا.
في عام 1996، انفصلت كاميرات لايكا عن مجموعة لايكا وأصبحت شركة عامة.
في عام 1998، تم تقسيم مجموعة لايكا إلى وحدتين مستقلتين:
- لايكا مايكروسيستمز
- لايكا جيوسيستمز

في 1 أكتوبر عام 2012، تم شطب اسم كاميرات لايكا من بورصة فرانكفورت للأوراق المالية بعد أن استحوذت شركة ليزا القابضة بألمانيا على الأسهم المتبقية من لايكا، مما أدى إلى نقل ملكية الشركة للقطاع الخاص.
في 26 نوفمبر عام 2013، أعلنت شركة لايكا عن شراء شركة سينار للتصوير، وهي الشركة السويسرية المصنعة لكاميرات الرؤية.
في مايو عام 2014، انتهت شركة كاميرات لايكا من بناء مصنع جديد في ليتز بارك 1، في الجزء الصناعي الجديد من ويتزلار ثم نقلت الشركة أعمالها إلى فيتسلار بألمانيا مرة أخري.
في أبريل عام 2019، أطلقت شركة لايكا إعلان عبر الإنترنت بعنوان الصيد. يصور الإعلان المصورين الصحفيين في أماكن مزقتها الحرب وغير مستقرة سياسيا، التقط أحدهم صورة للرجل الدبابة خلال احتجاجات ميدان تيانانمين عام 1989.
بعد أن تم وضع الرقابة على علامة لايكا التجارية على موقع الويب سينا ويبو، ألغت شركة لايكا الإعلان وسعت إلى النأي بنفسها عنه، وأن الشركة لن تتوقف عن إنتاجها.

## مصورين بارزين

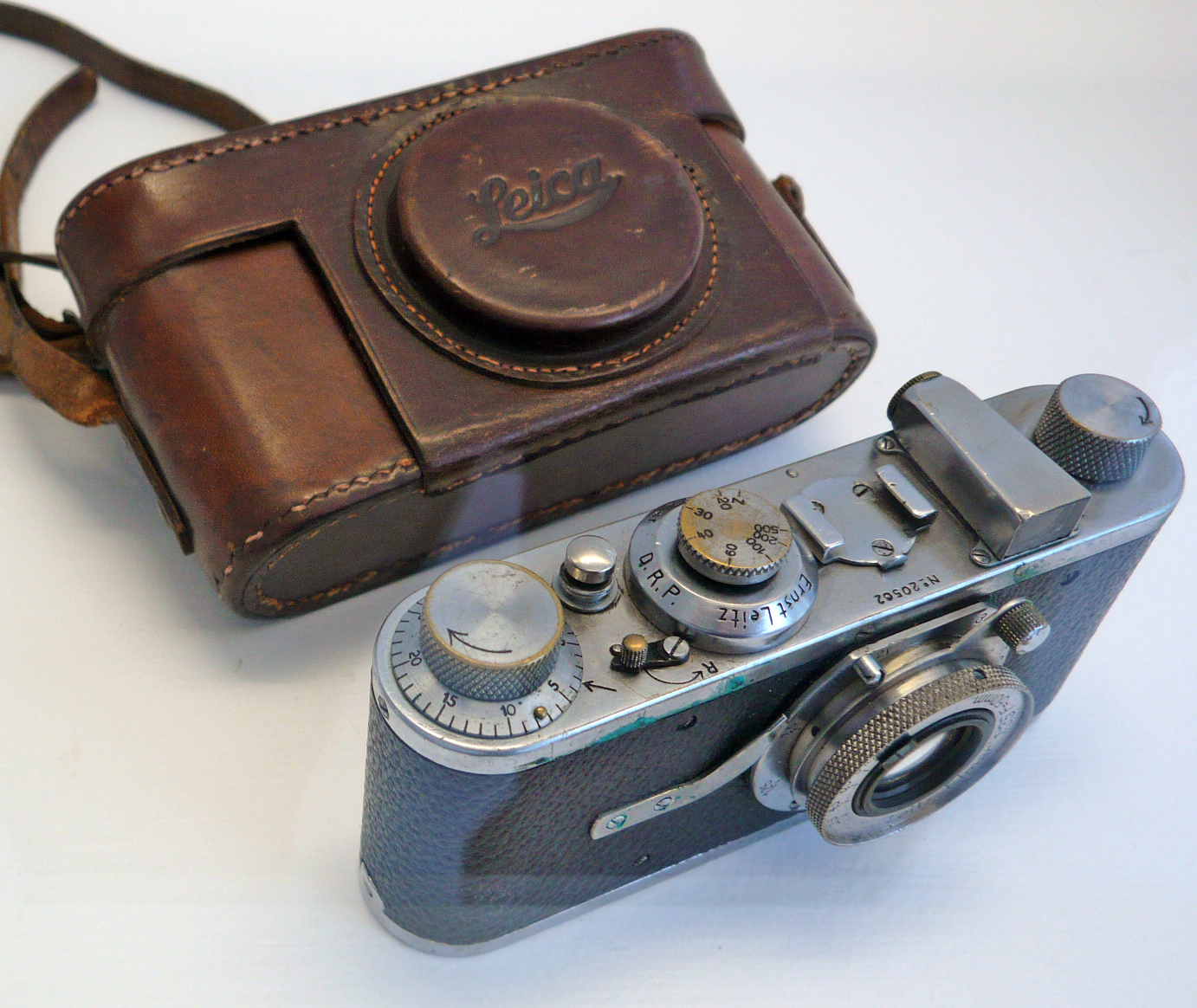
أول كاميرا لايكا للمصور هنري كارتييه بريسون.

ارتبطت كاميرات لايكا بالتصوير الفوتوغرافي في الشوارع في القرن العشرين، حيث تم استخدامها من قبل مصورين مثل هنري كارتييه بريسون وسيباستياو سالغادو.

## تجارة التحف والمجموعات

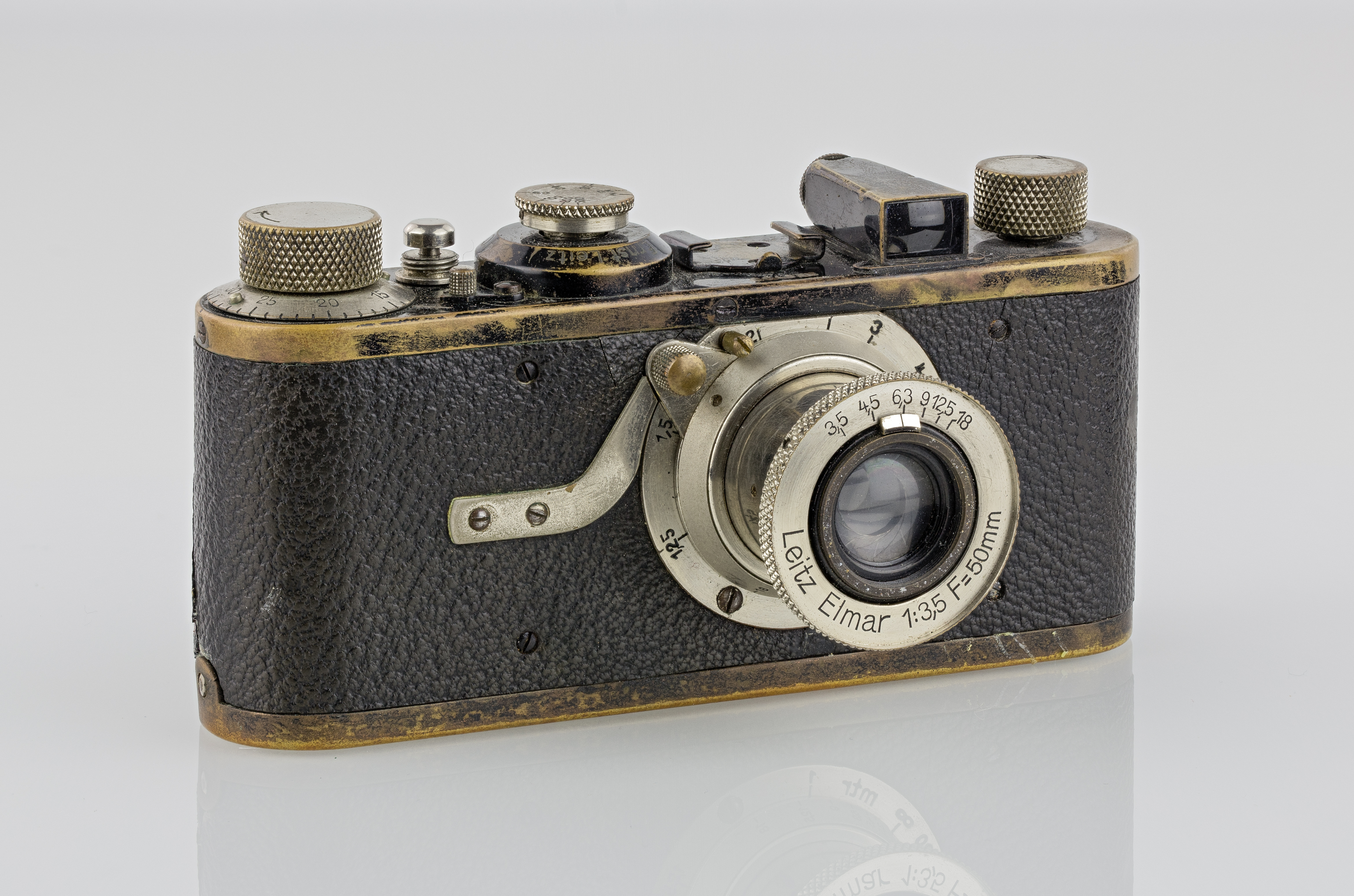
كاميرا لايكا الأولى من عام 1927

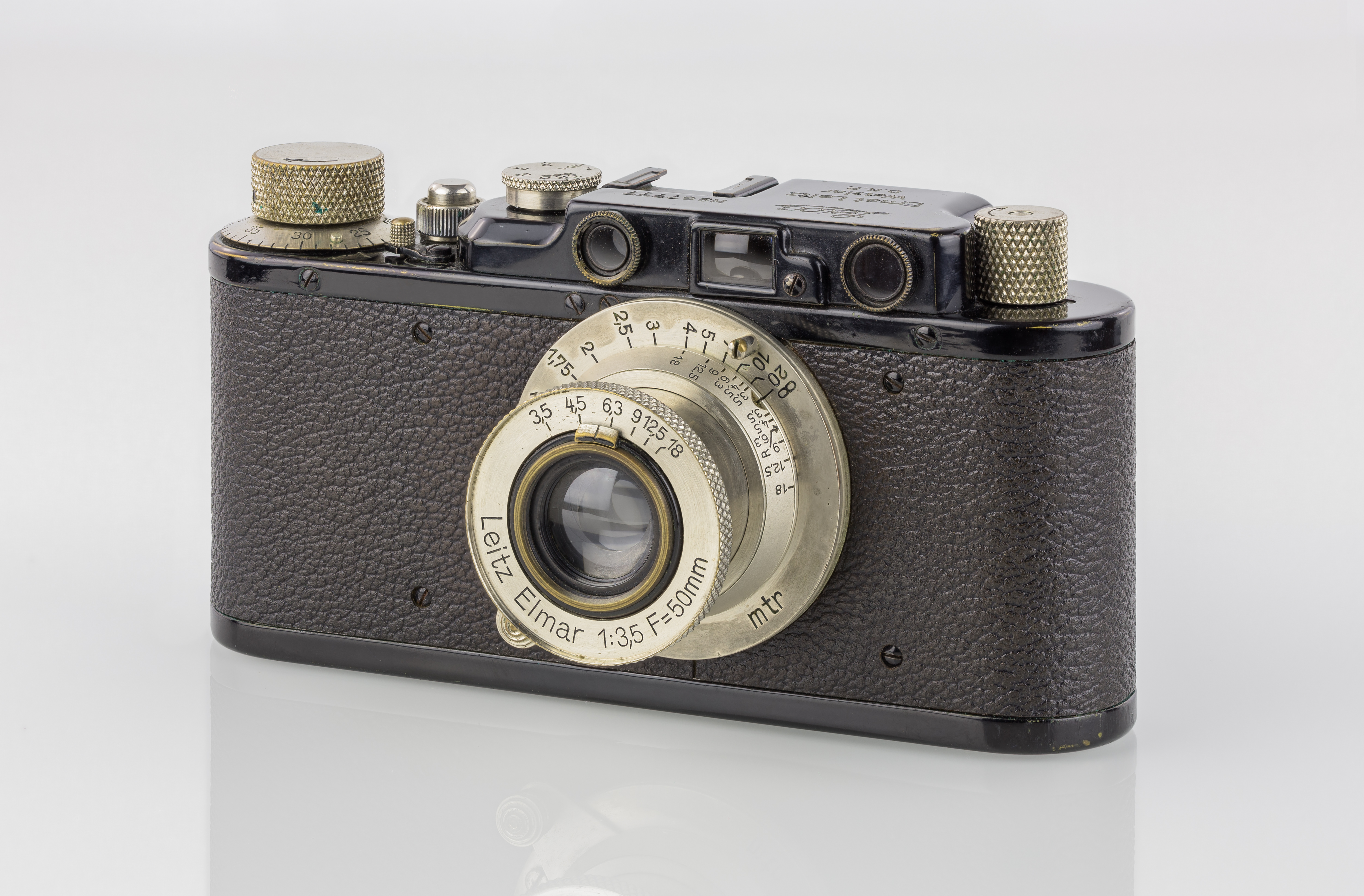
كاميرا لايكا اتنين من عام 1931

تعتبر كاميرات لايكا والعدسات والملحقات من المقتنيات. يوجد العديد من كتب لايكا للتعليم الجامعي بالإضافة إلى كتاب لايكا المكون من ثلاثة مجلدات. وهو عبارة عن صور جمعها المصور جيمس إل لاجر. يمكن أن يكون للكاميرات والملحقات المبكرة أو النادرة أسعار مرتفعة للغاية. فعلى سبيل المثال، اشترى أحد مجهول كاميرا نادرة من طراز لايكا عام 1923 مقابل 2.6 مليون يورو في مزاد بفيينا. ويقال أن كاميرات لايكا ذات العلامات العسكرية ذات قيمة عالية، أدى ذلك إلى عمل سوق للنسخ السوفيتية المجددة بعلامات مزيفة.

## الكاميرات
خلال الخمس سنوات الأولى من القرن العشرين، طورت شركة لايكا أقدم النماذج الأولية التي قامت بتصنيعها، لكن التسويق لم يبدأ إلا في منتصف القرن.
كانت كاميرات لايكا مبتكرة حيث تمكن المصور من توجيه إطار الصورة جانب الفيلم مقاس 35 بدلا من تقليد الكاميرات السينمائية عبر شريط الفيلم.
كانت الكاميرات مدمجة مع عدسات قابلة للطي للتنزه وركوب الدراجات. تمت إضافة ميزة أداة تحديد المدى على كاميرا لايكا II.
في عام 1932، أصبحت كاميرات محدد المدى وكاميرا معين المنظور متاحة بعدسات قابلة للتبديل.
في عام 1933، قدمت شركة لايكا نموذج جديد من الكاميرات ووضعت فيه عناصر تتحكم في السرعة، وزيادة سرعة الغالق إلى 1\1000 في الثانية الواحدة، عرف النموذج باسم لايكا III. وأصبحت التكرارات المختلفة للسلسلة (III ، a ، b ، c ، d ، f ، g) هي النماذج الرئيسية والأكثر مبيعا في أواخر الخمسينيات. تم تقديم المزيد من التكرارات للنموذج الأول والثاني، لكن لم يتم بيعها بشكل جيد.
قبل الحرب العالمية الثانية، كانت كاميرات لايكا وكونتاكس هي أفضل الكاميرات المنافسة في سوق الكاميرات مقاس 35 ملم.
بعد الحرب العالمية الثانية واجهت الشركتين منافسات من قبل النسخ السوفيتية واليابانية.
في خمسينيات القرن الماضي بدأت بعض الدول الأوروبية في الابتكار والصناعة بالإضافة إلى الأسعار المنخفضة، فأصبحت كاميرات لايكا نوعا باهظا ولا يشتريها الا المصورون المحترفون أو الجادون إلى حد كبير.
ظهور تقنية الكاميرا الانعكاسية جعل أجهزة تحديد المدى قديمة إلى حد ما، مما جعل كاميرات لايكا هي المنتج الرئيسي في قطاع السوق. ظلت لايكا اسما تجاريا بارزا في القرن الحادي والعشرين.
يتم تصنيع كاميرات إرنست ليتز الأصلية ومعدات المسح الأرضي والمجاهر من خلال ثلاثة شركات مستقلين:
- كاميرات لايكا أيه جي
- لايكا جيوسيستمز أيه جي
- لايكا مايكروسيستمز المحدودة

تمتلك شركة لايكا مايكروسيستمز المحدودة علامة لايكا التجارية وترخص استخدامها من قبل الشركتين الأخريين.

## النماذج المبكرة
- في عام 1913، أنشأ بارناك أول نموذج لكاميرا يو أر لايكا، ثم قام بتطويره في عام 1923. في عام 1925، تم تقديم كاميرا لايكا لأول مرة إلى السوق في معرض الربيع في لايبزيغ.

قامت لايكا بتصنيع 60,586 كاميرا من نماذج لايكاI ولايكا كمبور ولايكا لوكسور.
في عام 1930، تم طرح العدسات القابلة للتبديل.
في نفس العام قدمت لايكا سلسلة كاميرات مقاس 35 مم مع أجسام لايكا ذات التركيب اللولبي ذات العدسة القابلة للتبديل.
- في عام 1932، تم تصنيع كاميرا لايكا ستاندرد، وهي أول كاميرا مصممة بمسافة شفة عدسة تبلغ 28.8 مم.
- في عام 1932، تم تصنيع كاميرا لايكا II، أول كاميرا من لايكا مصممة بجهاز تحديد المدى.
- في عام 1933، تم تصنيع كاميرا لايكا III، أول كاميرا من لايكا يضاف لها سرعات غالق لكنها كانت بطيئة.

## محدد المدى من سلسلة إم

### سلسلة أفلام جهاز تحديد المدى إم

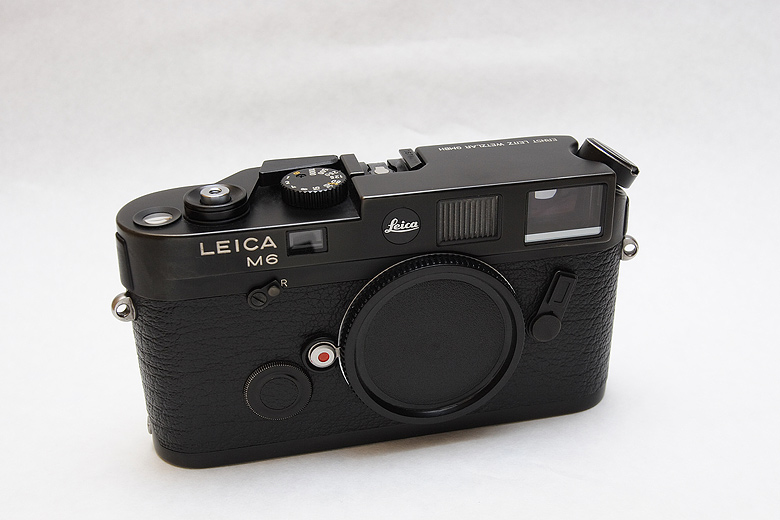
كاميرا لايكا إم 6

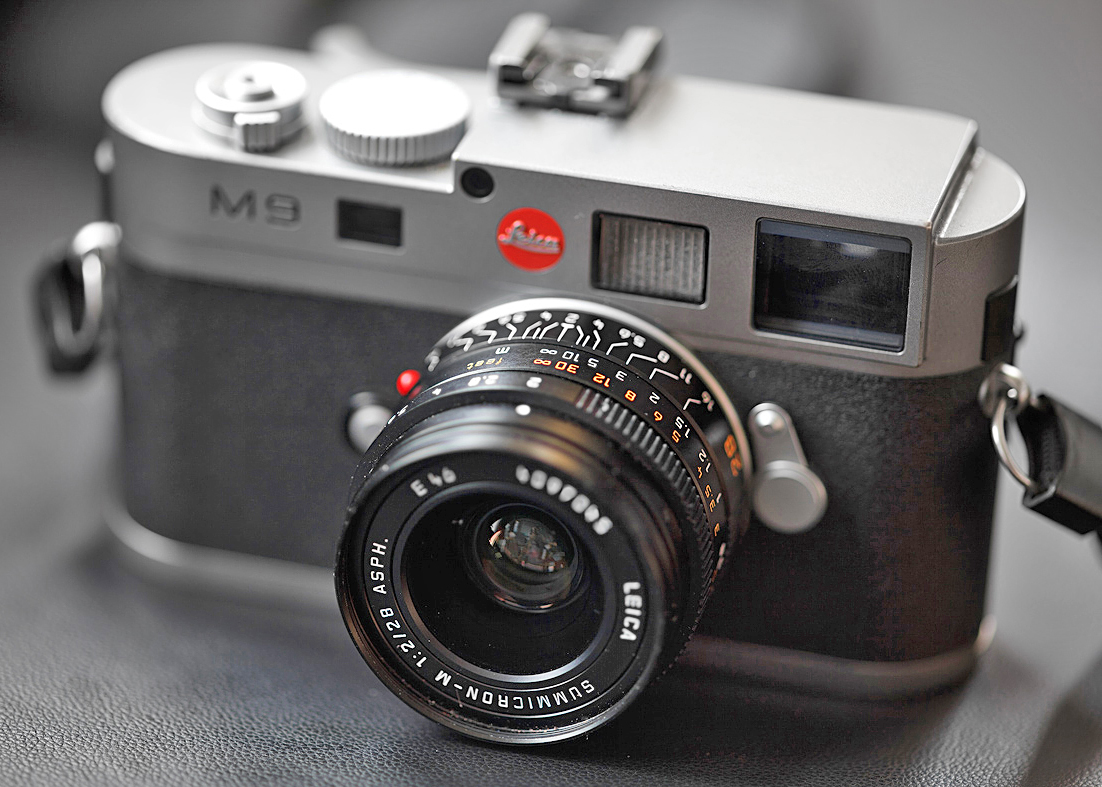
كاميرا لايكا إم 9

يأتي حرف إم ضمن تسمية هذه السلسلة من الكاميرات من الحرف الأول لكلمة محدد المدى باللغة الألمانية.
- من عام 1954 إلى عام 1966، تم تصنيع 200,000 وحدة من فيلم إم 3.

في عام 1954، تم تقديم فيلم إم 3 في معرض فوتوكينا الألماني، كان إم 3 هو أول نموذج من سلسلة إم من لايكا، واستمر تصنيعه حتى الآن، يتميز هذا النوع من الأفلام بحامل على شكل حربة للعدسات القابلة للتبديل.
في عام 1956، أنتجت لايكا إعلان توضح فيه أن استخدام فيلم إم 3 يعتبر استثمار مدى الحياة في التصوير الفوتوغرافي المثالي. يحتوي إم 3 على مكتشف تكبير 0.92، وهو أعلى نموذج في نماذج إم.
تتطلب عدسة إم 3 نظارات واقية تتناسب مع نافذة الرؤية لتجعل الرؤية أوسع.
يتطلب نموذج فيلم إم 3 المتطور عبر رافعة بدلا من المقبض ضغطتين ليتقدم، لكن تم تعديله في عام 1958 على نموذج يسمى إم 3 إس وأصبح يتقدم بضغطة واحدة. افتقر نموذج إم 3 إس إلى ذراع محدد معاينة الإطار للتبديل بين خطوط الإطارات.
- في عامي 1956 و 1957، تم تصنيع 402 مجموعة من نموذج إم بي. كان نموذج إم بي الأصلي هو تصميم إم 3 مع إضافة جهاز لف الزناد.
- من عام 1958 إلى عام 1967، تم تصميم 88,000 مجموعة من نموذج إم 2، وهو نسخة مصغرة وأقل تكلفة من إم 3، ومزود بمعيار تحديد مدى مبسط بنسبة تكبير 0.72، مما يسمح باستخدام أسهل للعدسات مقاس 35 مم. بعد ذلك أصبح حجم التكبير 0.72 هو الحجم القياسي لمعين المنظر لكاميرات إم.
- من عام 1959 إلى عام 1964، تم تصميم 9392 مجموعة من نموذج إم 1، وهو نسخة مجردة من نموذج إم 2 للاستخدام التقني. كانت إم 1 عبارة عن كاميرا بدون محدد مدى مدمج في عدسة الكاميرا، في عام 1965 تم تعديل النموذج وأصبح بدون عدسة وأطلق عليه نموذج إم أي.
- في عام 1967، تم تصنيع نموذج إم دي أيه المعدل من نموذج إم 4. في عام 1989، تم تصنيع نموذج إم دي-2 المعدل من نموذج إم 4-2. من عام 1967 إلى عام 1975، تم تصميم 50,000 مجموعة من نموذج إم 4. من عام 1974 إلى عام 1975، تم تصنيع 6500 مجموعة من خطوط الإطارات الإضافية لمحدد المدى للعدسات 35 مم و 135 مم.
- من عام 1971 إلى عام 1975 تم تصنيع 31,400 مجموعة من نموذج إم 5، مع إضافة مقياس الضوء المدمج تي تي إل، وكانت هذه أخر كاميرا من سلسلة إم مزودة بمؤقت ذاتي. أول نموذج تم تصنيعه في لايكا بمقياس ضوئي كان خلية سي دي إس ذات الذراع المتأرجح ميكانيكية الموضوع خلف العدسة.تتطلب وظيفة مقياس الضوء المدمج هيكلا أكبر ومعاد تصميمه مقارنة بأبعاد كاميرا إم 3 التقليدية. لا يمكن استخدام بعض العدسات ذات الزاوية الواسعة في الكاميرا دون تعديل بسبب احتمال تلف العنصر الخلفي للعدسة أو ذراع العداد. ولأسباب مماثلة لا يمكن طي العدسات القابلة للطي على نموذج إم 5. تنطبق هذه القيود أيضا على نموذج لايكا سي إل.
- لا يمكن استخدام بعض العدسات ذات الزاوية الواسعة في الكاميرا دون تعديل لأنها ربما تؤدي إلى تلف العنصر الخلفي للعدسة أو ذراع العداد. ولا يمكن طي العدسات القابلة للطي على نموذج إم 5 ونموذج لايكا سي إل.

نموذج إم 4 هو آخر نموذج كاميرا من سلسلة إم يحتوي على مؤقت ذاتي.
من عام 1973 إلى عام 1976، تم تصنيع نموذج ليتز سي إل المدمج.
أصدرت الشركة نموذج ليتز مينولتا سي إل، مع إضافة عدستين خاصتين له (عدسة ساميكرون سي إف 2 40 مم، عدسة إلمار سي إف 4 90 مم).
في نموذج إم 5 سي دي إس أضيف قياس داخلي متماثل وساق متأرجح.
كاميرا سي إل هي الكاميرا الوحيدة التي تحتوي على غالق عمودي متحرك. قامت مينولتا بتصنيع نسخة إلكترونية محسنة تحت اسم مينولتا سي إل إيه مع إضافة العرض التلقائي ومقياس تي تي إل خارج الفيلم ومقياس تي تي إل فلاش وثلاثة عدسات (إم روكر 28 40مم، إف2 28 مم، إف4 90 مم).
- منذ عام 1977 إلى عام 1980 أنتجت شركة لايكا 17,000 مجموعة من نموذج إم 4-2.

في عام 1975، بدأت لايكا في عمل تجارب على هذا النموذج، ثم أنتجته بعد ذلك وكان أول نموذج من إم يضاف إلية تروس قوية لدعم قيادة المحرك بالإضافة إلى تزويده بنقطة تثبيت في الجزء العلوي من الكاميرا لتوصيل وحدة الفلاش وغيرها من الملحقات المتوافقة، لكن لا يوجد به مؤقت ذاتي. صنع هذا النموذج في كندا.
- منذ عام 1980 إلى عام 1986، أضيفت على بعض النماذج خطوط إطار محدد المدى للعدسات مقاس 28 مم و 75مم.
- منذ عام 1984 إلى عام 1998، قامت لايكا بدمج عامل الشكل لأول مرة مع مقياس إضاءة حديث خارج المصراع مع عدم وجود أجزاء متحركة وأسهم لد في معين الشكل.

عرف هذا النموذج باسم إم 6، لتمييزه عن نموذج إم 6 تي تي إل، لكن ابعاده تشبه إلى حد كبير أبعاد نموذج إم 3 كلاسيك.
- في عام 1994، احتفالا بالذكرى الأربعين لنظام لايكا إم أصدرت لايكا نماذج متنوعة من نماذج إم مكونه من 1640 كاميرا، تشتهر هذه النماذج بإدخال مكتشف تكبير 0.85، أول مكتشف عالي التكبير صنع في عام 1966، بعد ذلك أصبح مكتشف التكبير 0.85 هو المكتشف الذي سيتم تنفيذه على النماذج القادمة ابتداء من عام 1998.
- في عام 1998، أصدرت لايكا نموذج إم 6 بمعين منظر 0.85 مم لتسهيل التركيز البؤري باستخدام العدسات الطويلة والتركيز البؤري الأكثر دقة مع العدسات السريعة، مثل نموذج إف1 نوكتيلوكس 50 مم ونموذج إف 1.4 سميلوكس 70 مم.

في عام 1998، أصدرت لايكا نموذج إم 9 مع عدسه ساميكرون-إم 28.
- منذ عام 1998 إلى عام 2002، أصدرت لايكا نموذج إم 6 تي تي إل مع عدسات 0.72 و 0.85.

في عام 2002، أضيفت عدسة 0.58 للكاميرا التي تستخدم لمرتدي النظارات مع إضافة نظام تي تي إل المدعوم.
أدت إضافة هذه الإلكترونيات إلى ارتفاع في اللوحة العلوية يبلغ 2 مم، وعكس قرص الغالق عن الطرز السابقة فأصبحت سرعة الغالق المتزايدة تدور في اتجاه عقارب الساعة.
- منذ عام 2002 إلى عام 2018، أصدرت لايكا نموذج إم 7 الذي يعرض تي تي إل وأولوية الفتحة والتعرض اليدوي والغالق الإلكتروني وسرعتين ميكانيكيتين 1/60 و 1/125. أضيف إلى عدسات 0.58 و0.72 و 0.85 تنسيقات معين المنظر، لكل منها خطوط إطارات براقة مختلفة موجودة على نفس اللوحة العلوية الأطول وظل دوران سرعة الغالق عكس اتجاه عقارب الساعة مثل نموذج إم 6 تي تي إل.

أنتجت لايكا أيضا نموذج إم 7 المصنوع من التيتانيوم الصلب، وعرضته في مجموعة مع عدة عدسات مثل عدسات التيتانيوم الملونة.
- في عام 2003، أصدرت لايكا نموذج إم بي وهذا النموذج متواجد حتى الآن، تكريما لنموذج إم بي الأصلي لكن هذه المرة يمثل النموذج الكمال الميكانيكي، لكنه يشبه النموذج الأصلي إلى حد كبير، لكنه أقرب إلى نموذج إم 6 من حيث الأداء.

كان التحسن الملحوظ على نموذج إم 6 هو تعديل أداة تحديد المدى للتخلص من التوهج.
يعتبر نموذج ليكافيت إم ملحق تم تقديمه مع نموذج إم بي الجديد، مما يسمح لزناد اليد اليمنى بسرعات تصل إلى 2و2.5 إطار / ثانية.
يتوفر نموذج إم بي بالكروم والطلاء الأسود مع محددات الرؤية 0.58 و 0.72 و 0.85.
- نموذج إم- أيه هو النموذج رقم 127 من النماذج التي أصدرتها شركة لايكا، أصدرت لايكا هذا النموذج في عام 2014، وهو متواجد حتى الآن، بكاميرا فيلم مقاس 35 مم بدون مقياس إضاءة أو مكونات إلكترونية أخرى. متوفر بالكروم الفضي أو الكروم الأسود، ويحتوي على عدسة مكبرة بنسبة 0.72.
- في عام 2004، صممت شركة لايكا برنامج لتسهيل التركيبات المصممة خصيصا للطلاء المعدني وأنواع الطلاءات الأخرى وتكبير عدسة الكاميرا والنقش المخصص لبعض نماذج لايكا الحالية، تم تحديث البرنامج في عام 2019.

### سلسلة جهاز تحديد المدى الرقمية من إم
- من عام 2006 إلى عام 2009، أصدرت لايكا نموذج إم 8، كان أول نموذج رقمي من إم يضم مستشعر 10.3 ميجابكسل.
- من عام 2008 إلى عام 2009، أصدرت لايكا نموذج إم 8 الذي يتميز بمصراع أكثر هدوء وغطاء شاشة إل سي دي زجاجي من الياقوت الأزرق، وطلاءات خارجية جديدة، بالإضافة إلى أن كان المستشعرين إم 8 وإم 8.2 يفتقران إلى مرشح الأشعة تحت الحمراء، لكن فلتر قطع الأشعة تحت الحمراء أمام العدسة لابد من وجودة لتقديم بعض ألوان المواد الاصطناعية بشكل صحيح.
- في 9 ديسمبر عام 2009، أصدرت لايكا نموذج إم 9 أول كاميرا رقمية كاملة الإطار في السلسلة.[24]
- في يونيو ويوليو عام 2011، أصدرت لايكا نموذج إم 9-بي، الكاميرا الرقمية ذات الإطار الكامل بمظهر كلاسيكي.[25]
- في شهر يوليو عام 2012، تم الإعلان عن نموذج إم أحادي اللون في شهر مايو، تقرر بيعه بالتجزئة. يفقد مستشعر هذا النموذج مصفوفة ترشيح اللون ومرشح مضاد للتشويش.[26][27]
- في شهر ديسمبر عام 2012، تم الإعلان عن نموذج إم-إيه، هو نموذج مبتدئ في مجموعة الكاميرات الرقمية ذات الإطار الكامل.
- في شهر سبتمبر من عام 2012، تم الإعلان عن نموذج تي واي بي 240.[28][29]
- في شهر أغسطس عام 2014، أعلنت لايكا عن نموذج تي واي بي بسعة 2 جيجا بايت وغطاء إل سي دي من الياقوت.
- في شهر أبريل عام 2015، أعلنت شركة لايكا عن نموذج تي واي بي 246، بسعة 2 جيجا بايت وغطاء إل سي دي من الياقوت.
- في شهر نوفمبر عام 2015، أعلنت شركة لايكا عن نموذج تي واي بي 262، بدون فيديو وعرض مباشر ولوح علوي من الألومنيوم.
- في شهر أبريل عام 2016، أعلنت شركة لايكا عن نموذج لايكا إم دي، بدون شاشة خلفية.
- في شهر يناير عام 2017، أعلنت شركة لايكا عن نموذج لايكا إم 10، بسمك صغير يعتبر أصغر سمك كاميرا تم تصنيعه حتى الآن من سلسلة إم بأبعاد مماثلة لسلسة إم، ومقبض تحكم أي إس أو على اللوحة العلوية.
- في شهر أغسطس عام 2018، أعلنت شركة لايكا عن نموذج لايكا إم 10 بي، بكاميرا مدمجة بدقة 24 ميجابكسل. تتميز بمصراع أبطأ من إم 10.
- في شهر أكتوبر عام 2018، أعلنت شركة لايكا عن نموذج لايكا إم 10 دي، بدون شاشة خلفية.
- في شهر يونيو عام 2019، أعلنت شركة لايكا عن نموذج لايكا إم إيه، للمبتدئين يعتمد على نموذج تي واي بي 240.
- في شهر يناير عام 2020، أعلنت شركة لايكا عن نموذج لايكا إم 10 أحادي اللون، مع مستشعر 40 ميجابكسل.
- في شهر يوليو عام 2020، أعلنت شركة لايكا عن نموذج لايكا إم 10 أر، إصدار عالي الدقة مع مستشعر 40 ميجابكسل.[30]

## مستشعرات وعدسات ثنائية النطاق بدون مرآة

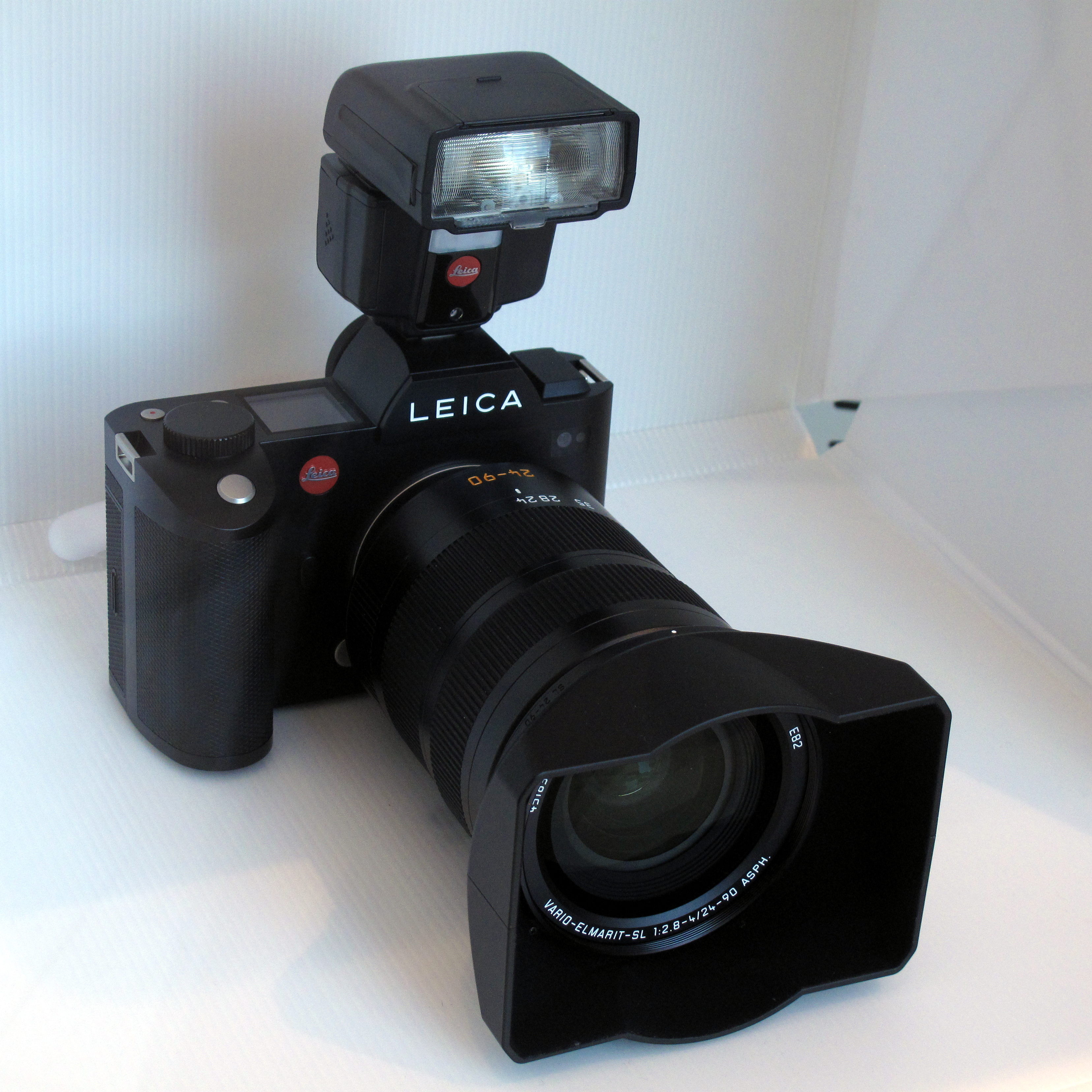
كاميرا لايكا موديل إس إل طراز 601

في أبريل عام 2014، قدمت شركة لايكا نموذج لايكا إل موينت لأول مرة، هي كاميرا بدون مرآة.
في أكتوبر عام 2015، قدمت شركة لايكا النموذج الثاني لايكا إس إل، هي كاميرا ذات إطار كامل بدون مرأة وحوامل متوافقة ميكانيكيا وإلكترونيا بنسبة 100%، تختلف فقط في وجود فجوة صغيرة حول حامل الكاميرا لإحكام إغلاق العدسة ولتغطية الغبار والرش عليها.

### سلسلة إس إل بمستشعر كامل الإطار
في 20 أكتوبر عام 2015، أعلنت شركة لايكا عن كاميرا لايكا إس إل ذات إطار كامل بصيغة 35 مم وبدون مرآة. بدأ الترويج لها كنظام كاميرا للتطبيقات الاحترافية. بجانب نظام كاميرا لايكا إس، يعتبر نظام كاميرا إس إل ثاني كاميرا احترافية في مجموعة منتجات الشركة.

### سلسلة تي إل وسي إل بمستشعر أيه بي إس-سي مع العدسات المتطابقة
في عام 2014، أعلنت شركة لايكا عن نموذج لايكا تي، هي أول كاميرا تصنع بجسم ألومنيوم بالكامل، عند بداية صنعتها كان متاح لها عدستان إحداهما عدسة لايكا ساميكرون تي مقاس 23 مم والأخرى لايكا فاريو إلمار تي مقاس من 18 إلى 56 مم. في نفس العام أعلنت الشركة عن أنها سوف تطرح المزيد من العدسات عام 2015.

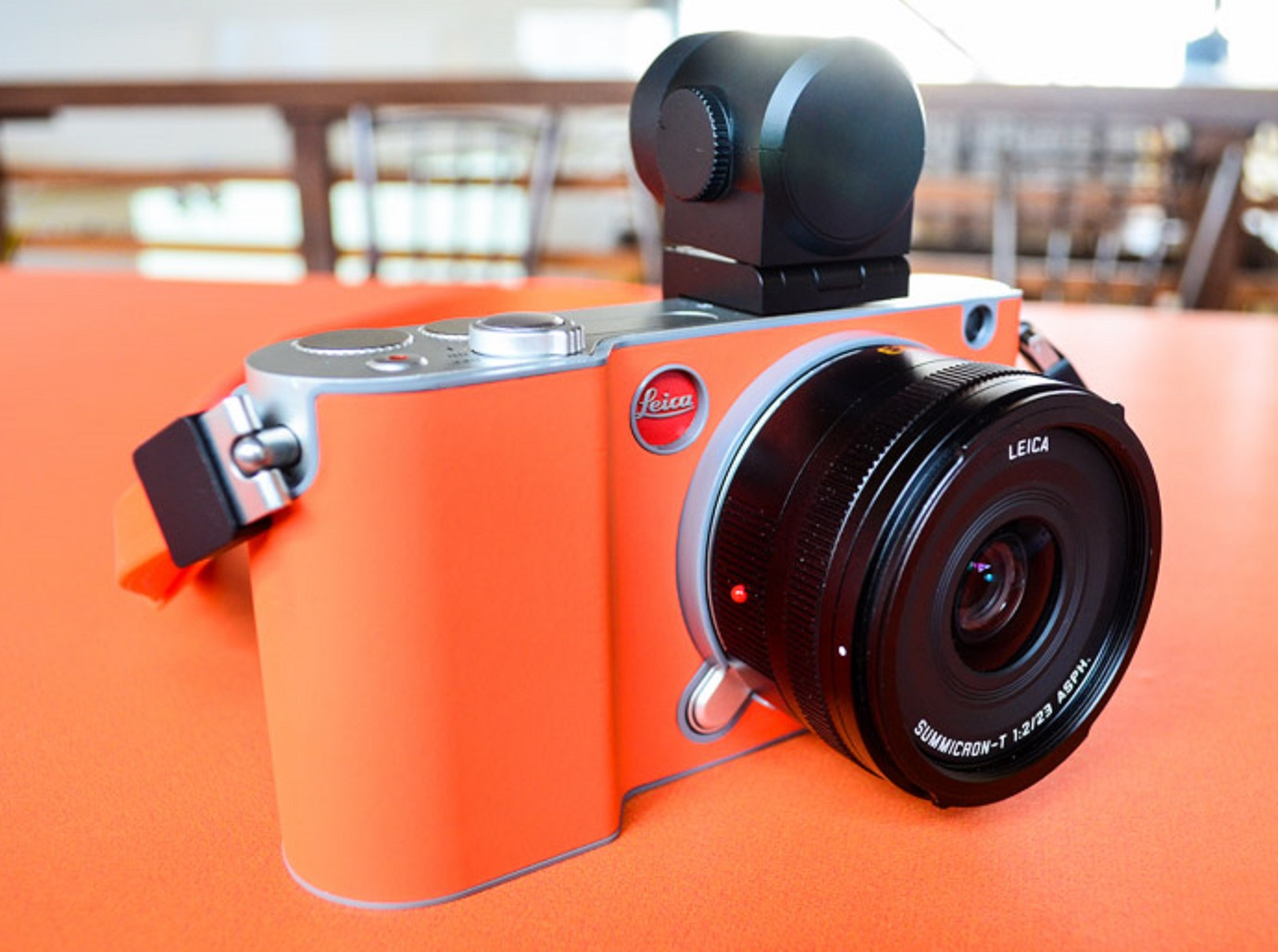
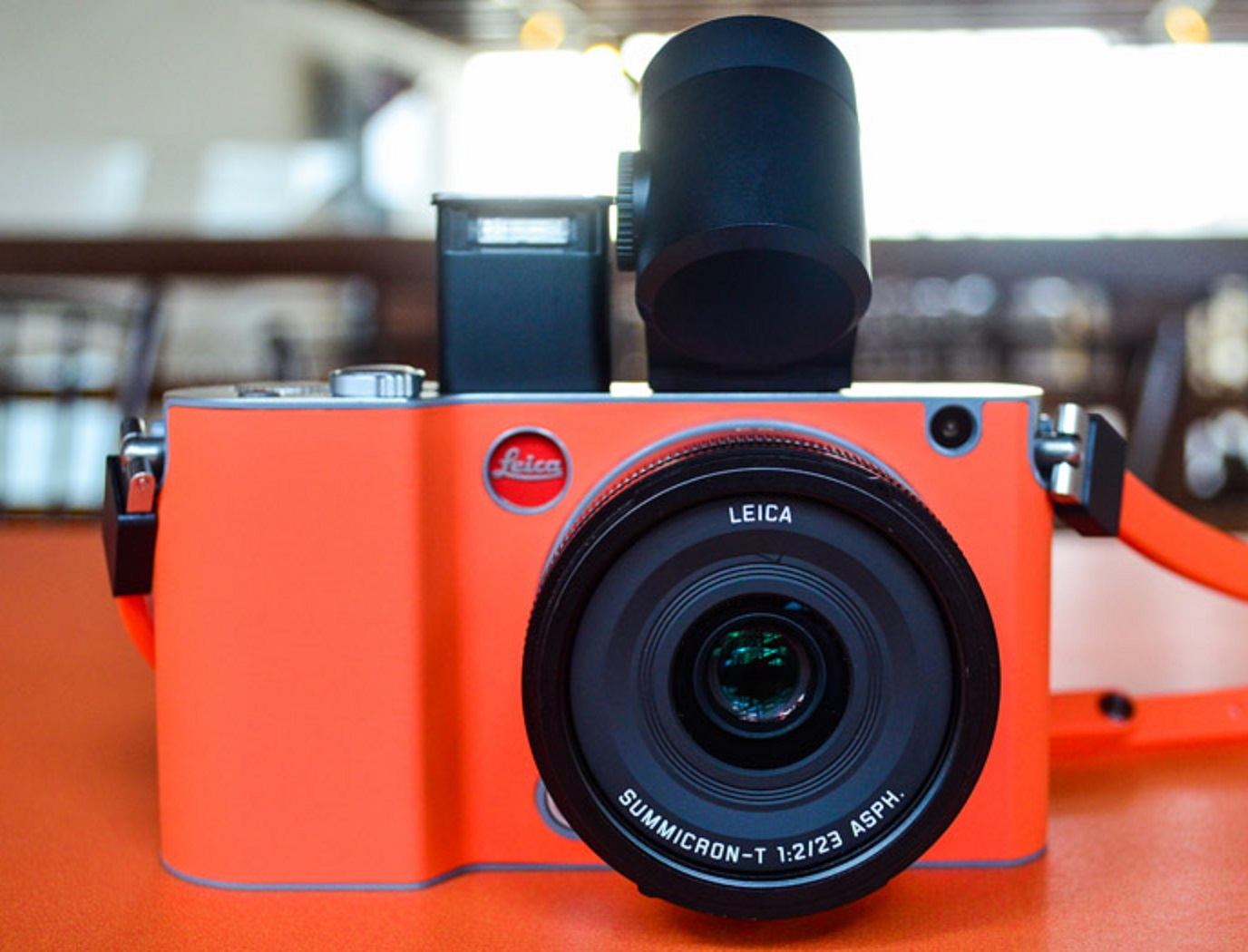
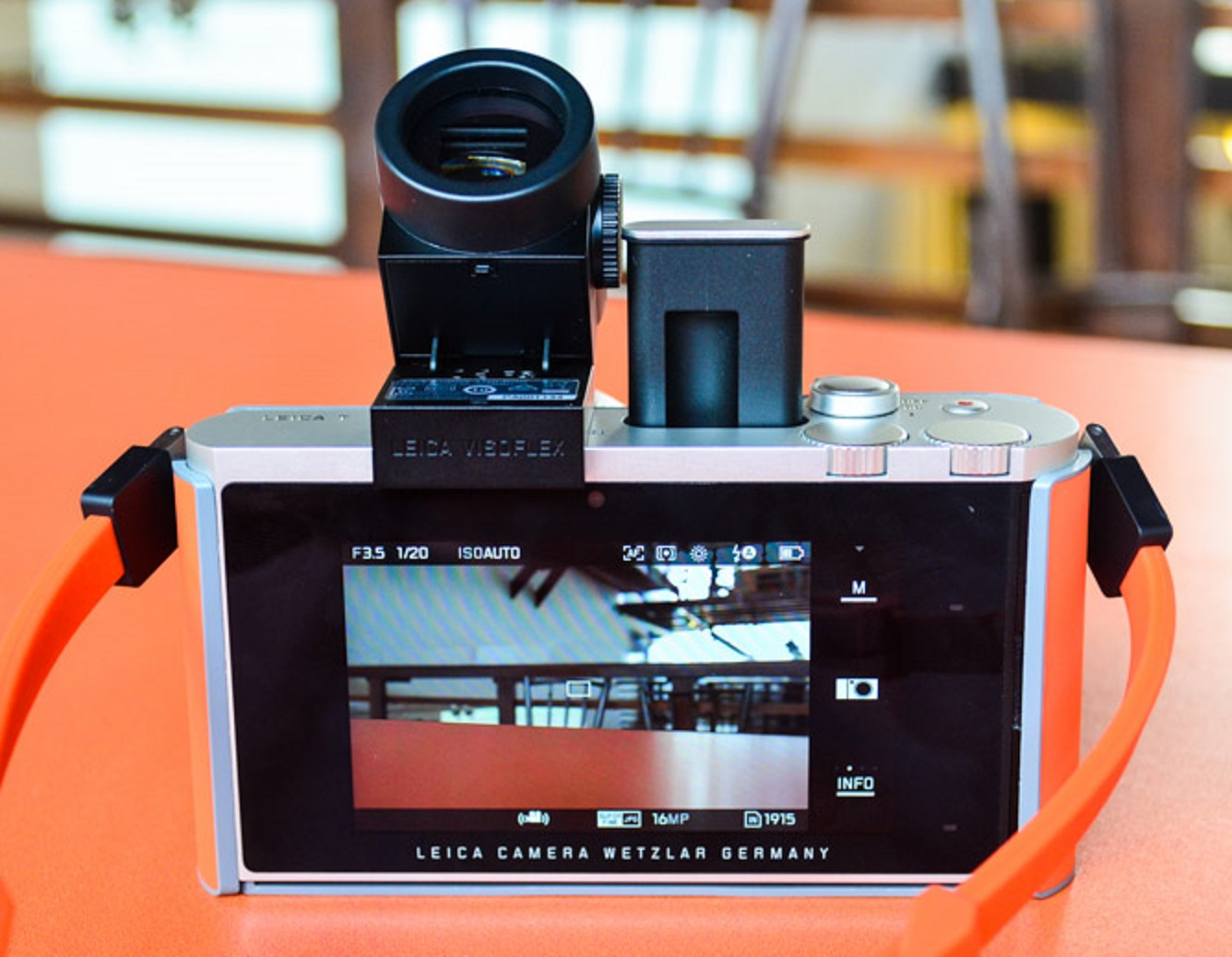
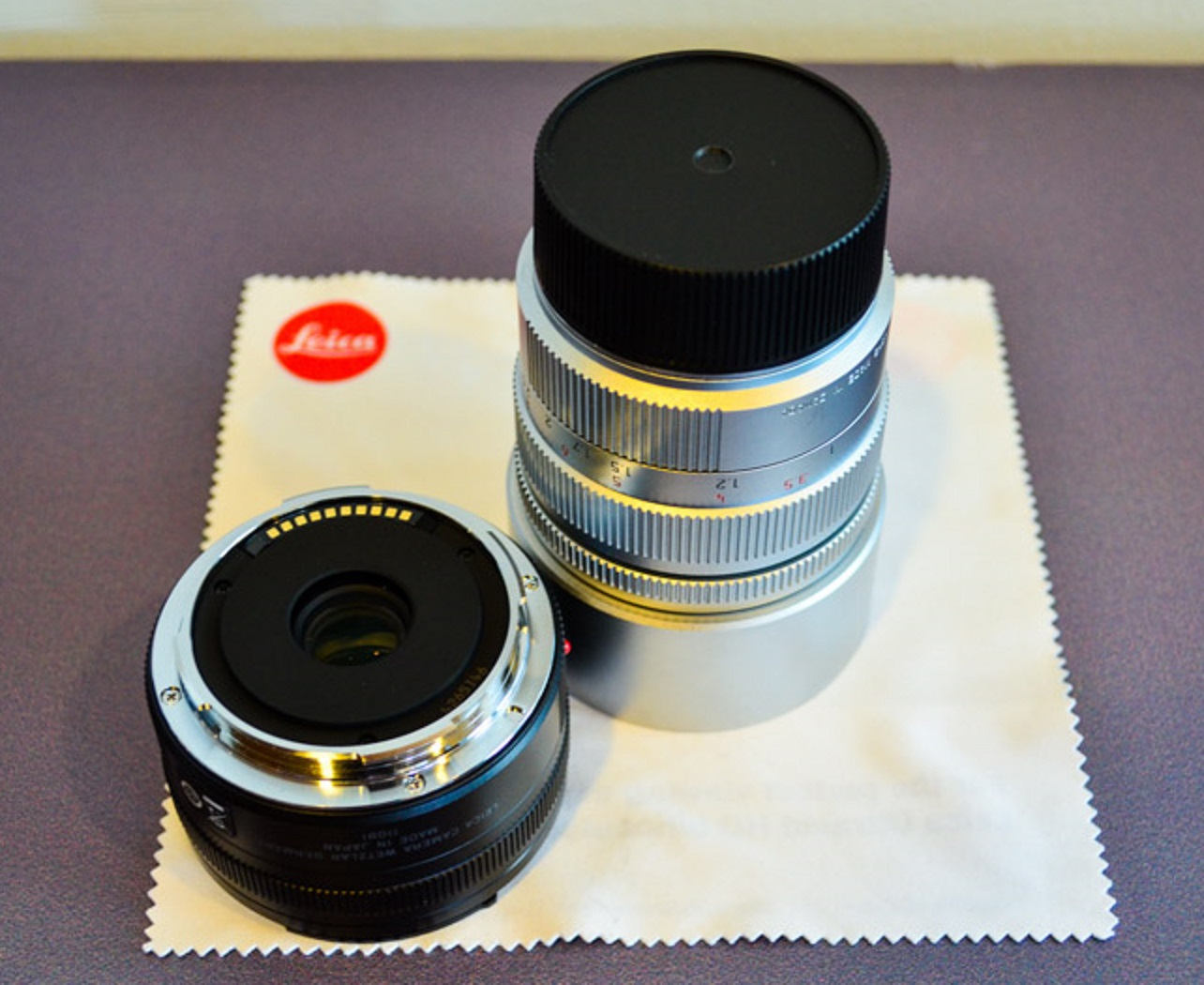

- نموذج لايكا تي إل هو خلفية لنموذج لايكا تي.
- نموذج لايكا تي إل 2 هو خلفية لنموذج لايكا تي إل.

في 21 نوفمبر عام 2017، قدمت شركة لايكا نموذج لايكا سي إل.

### سيجما وباناسونيك
في 25 سبتمبر عام 2018، شكلت شركتي سيجما وباناسونيك تحالفا مع شركة لايكا لترخيص وإصدار نموذج إل موينت لخطوط العدسات والكاميرات الخاصة بهم.
في نفس التحالف أعلنت الشركات عن إنتاج ثلاثة كاميرات أخري.
في أوائل عام 2019، أصدرت الشركات الثلاثة كاميرا باناسونيك إس 1 وكاميرا إس 1 أر ذات الإطار الكامل.
في عام 2019، أعلنت الشركات الثلاثة عن إصدار نموذج ذات إطار كامل يستخدم مستشعر فوفيون الخاص بشركة سيجما، لكن لم يتم تسمية الكاميرا بعد.

## انعكاس سلسلة إس ذات تنسيق الوسائط الرقمية

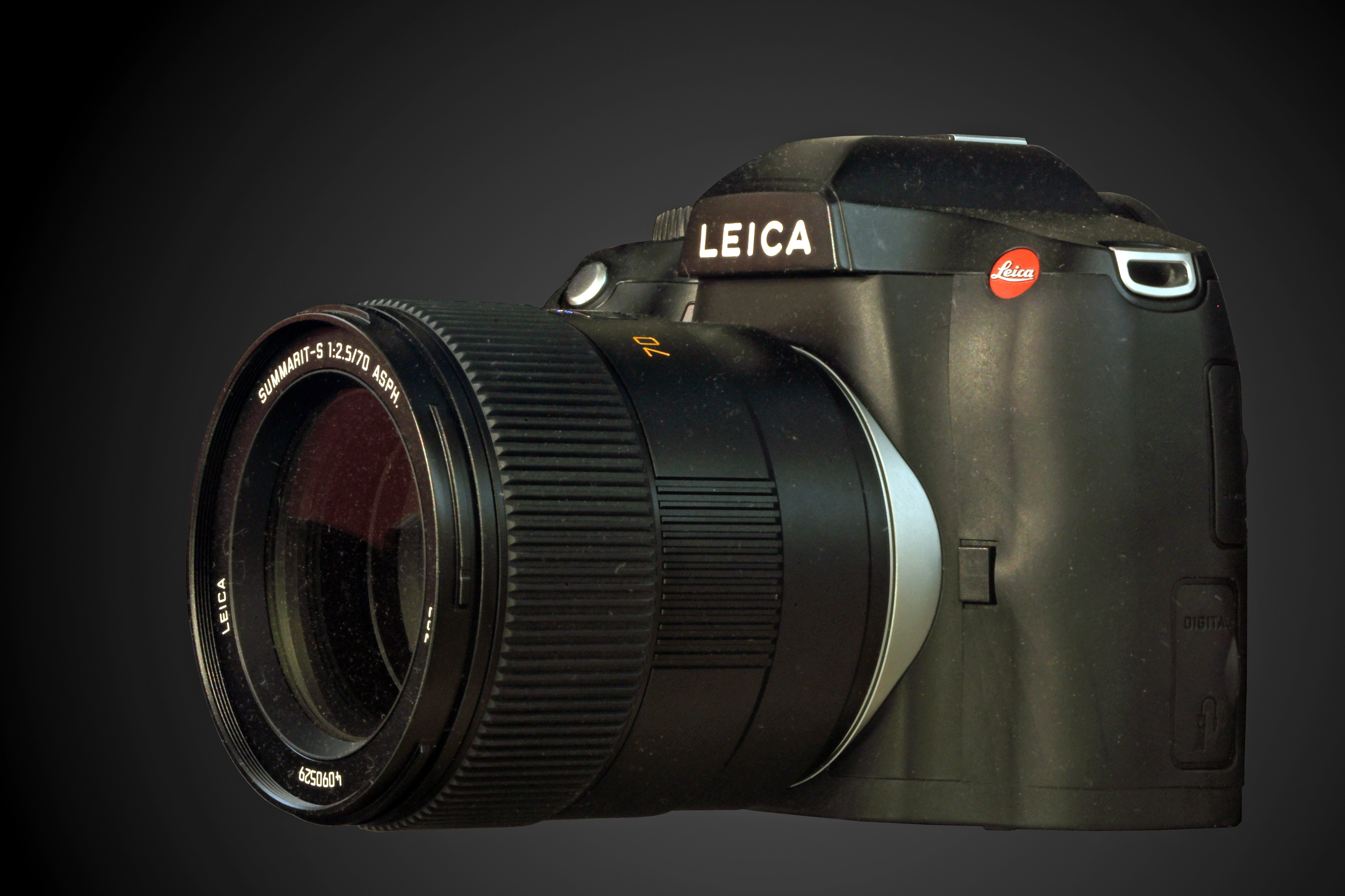
كاميرا لايكا إس 2

- في عام 1995، أنتجت شركة لايكا نموذج لايكا إس 1 عبارة عن نموذج لكاميرا ذات ماسح ضوئي بدقة عالية تساوي 26 ميجابكسل للاستخدام الثابت، ومستشعر 36 × 36 مم، يتم مسح 5140 × 5140 بكسل ونقلها ضوئيا إلى جهاز كمبيوتر متصل.

عدسة هذا النموذج قابلة للاستبدال حيث يمكن استخدامها على جميع عدسات الكائنات الميكانيكية من نايكون وكانون ولايكا إم ولايكا أر ولايكا إس وماميا 4 وهاسيلبلاد.
برنامج إس1 هو إصدار خاص من سيلفرفاست، طور بواسطة الشركة المطورة للبرامج ليزر سوفت للماسحات الضوئية المتطورة.
أنتجت منه حوالي 160 كاميرا وبيعت معظمها للمتاحف والمحفوظات ومعاهد البحوث.
بعد ذلك أنتجت لايكا نموذج لايكا إس 1 مع مسح سريع للغاية ولكنه ليس دقيق.
- في عام 2008، أعلنت شركة لايكا عن تقديم خطة لبدء نظام إس-دي إس إل أر،[35] مع إضافة مستشعر صورة سي سي دي مخصص من صنع كوداك بقياس 30 × 45 مم،[36] يحتوي على 37 مليون بكسل ومساحة قطرية أطول بنسبة 26% ومساحة داخلية أكبر بنسبة 56% من مستشعر دي إس إل أر كامل الإطار 24 × 36 مم يخرج صورة 7500 × 5000 بكسل.

نموذج كاميرا لايكا إس 2، هو نموذج لكاميرا متوسطة التنسيق، طور فيها معالج الصور ماسترو الذي طور بنظام التركيز التلقائي داخليا.
في عام 2009، أعلنت شركة لايكا عن إنشاء هيكل لسلسلة عدسات إس 2، حيث أنها تعطي دقة وتباين غير مسبوقين في جميع الفتحات ومسافات التركيز، حتى انها تتجاوز قدرات المستشعر.
أنتجت لايكا من سلسلة إس 2 عدة مقاسات منها أصناف عادية 70 مم، وعريضة 35 مم، وماكرو 120 مم، وتليفوتوغرافي بطول عمودي تيلي إلمار 180 مم.
يتوفر النوع التليفوتوغرافي في الإصدارات التي تحتوي على مصارع نصل مدمجة متعددة الأوراق، بالإضافة إلى مصراع المستوى البؤري في جسم الكاميرا، لتمكين سرعات مزامنة أعلى للفلاش.
- في سبتمبر عام 2012، أعلنت شركة لايكا عن نموذج لايكا إس (تي واي بي 006)، الذي يحل محل نموذج لايكا إس2، حيث تحتوي على لوحة حساس جديدة بخصائص ضوء محسنة.[40]
- في سبتمبر عام 2014، أعلنت شركة لايكا عن نموذج لايكا إس (تي واي بي 007)، وهو نفس نموذج لايكا إس (تي واي بي 006) مع إضافة مستشعر صورة سي إم أو إس، ويوفر خصائص ضوء محسنة وصورة ثابتة عند إطار 3.5 لكل ثانية وفيديو 4ك.[41]
- في أكتوبر عام 2018، أعلنت شركة لايكا عن نموذج لايكا إس 3.[42] تم إطلاق نموذج الكاميرا لتكون متاحة للبيع في ربيع عام 2020.[43]

## الكاميرات المدمجة ذات المستشعر الكبير من سلسلة كيو
في 10 يونيو عام 2015، أعلنت شركة لايكا عن نموذج كاميرا لايكا كيو ذات الإطار الكامل مع عدسة سميلوكس 28 و 1.7 مم. في مارس عام 2019، أطلقت الشركة كاميرا لايكا كيو 2 مع مستشعر كامل الإطار 47.3 ميجابكسل.

## الكاميرات الفورية من سلسلة سوفورت
في سبتمبر عام 2016، أعلنت شركة لايكا عن نموذج لايكا سوفورت في فوتوكينا، هي أول كاميرا أفلام فورية من لايكا متوافقة مع كل حزم أفلام لايكا. تتميز بعدسة 60 مم، وأوضاع للتصوير العادي والماكرو ومجموعة من الإعدادات المسبقة لتطبيقات مثل صور السيلفي والتصوير الرياضي السريع الحركة.

## الكاميرات الرقمية المبكرة

### كاميرات النظام الرقمي من سلسلة ديجيلوكس

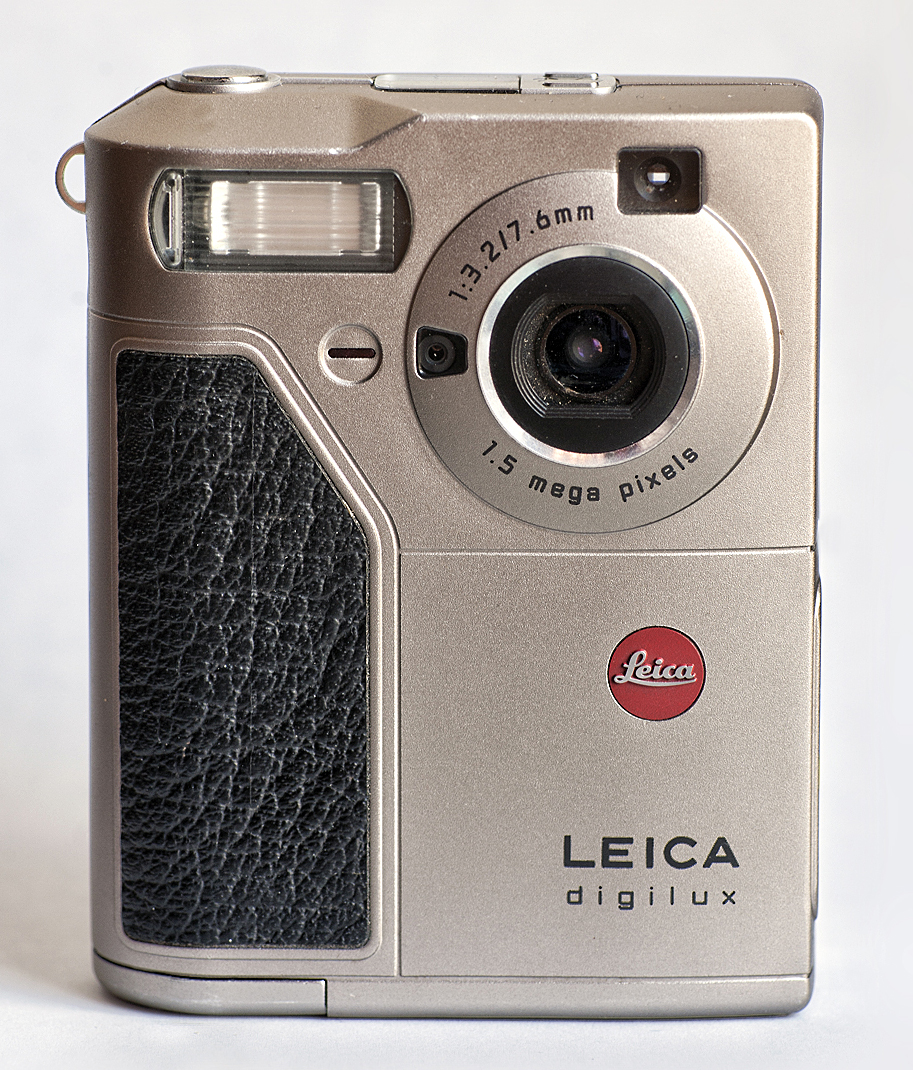
كاميرا ديجيلوكس التقليدية

- ديجيلوكس
- ديجيلوكس زووم
- ديجيلوكس 4.3
- ديجيلوكس1
- ديجيلوكس 2[45]
- ديجيلوكس 3
- وحدة أر 8 وأر 9 دي إم أر الرقمية[46]

### سلسلة الكاميرات الرقمية المدمجة
* سلسلة سي لوكس
- سي لوكس 1 عام 2006.
- سي لوكس 2 عام 2007.
- سي لوكس 3 عام 2008.
- سي لوكس عام 2018.
- سلسلة دي لوكس

- دي لوكس عام 2003.
- دي لوكس 2 عام 2005.
- دي لوكس 3 عام 2006.
- دي لوكس 4 عام 2008.
- دي لوكس 5 عام 2010.
- دي لوكس 6 عام 2012.
- دي لوكس (تي واي بي 109) عام 2014.
- دي لوكس 7 عام 2018.

سلسلة كاميرات في لوكس بريدج
- في لوكس 1 عام 2006.
- في لوكس 20 عام 2010.
- في لوكس 2 عام 2010.
- في لوكس 30 عام 2011.
- في لوكس 3 عام 2011.
- في لوكس 40 عام 2012.[47]
- في لوكس 4 عام 2012.
- في لوكس عام 2014.
- في لوكس 5 عام 2019.
- سلسلة اكس

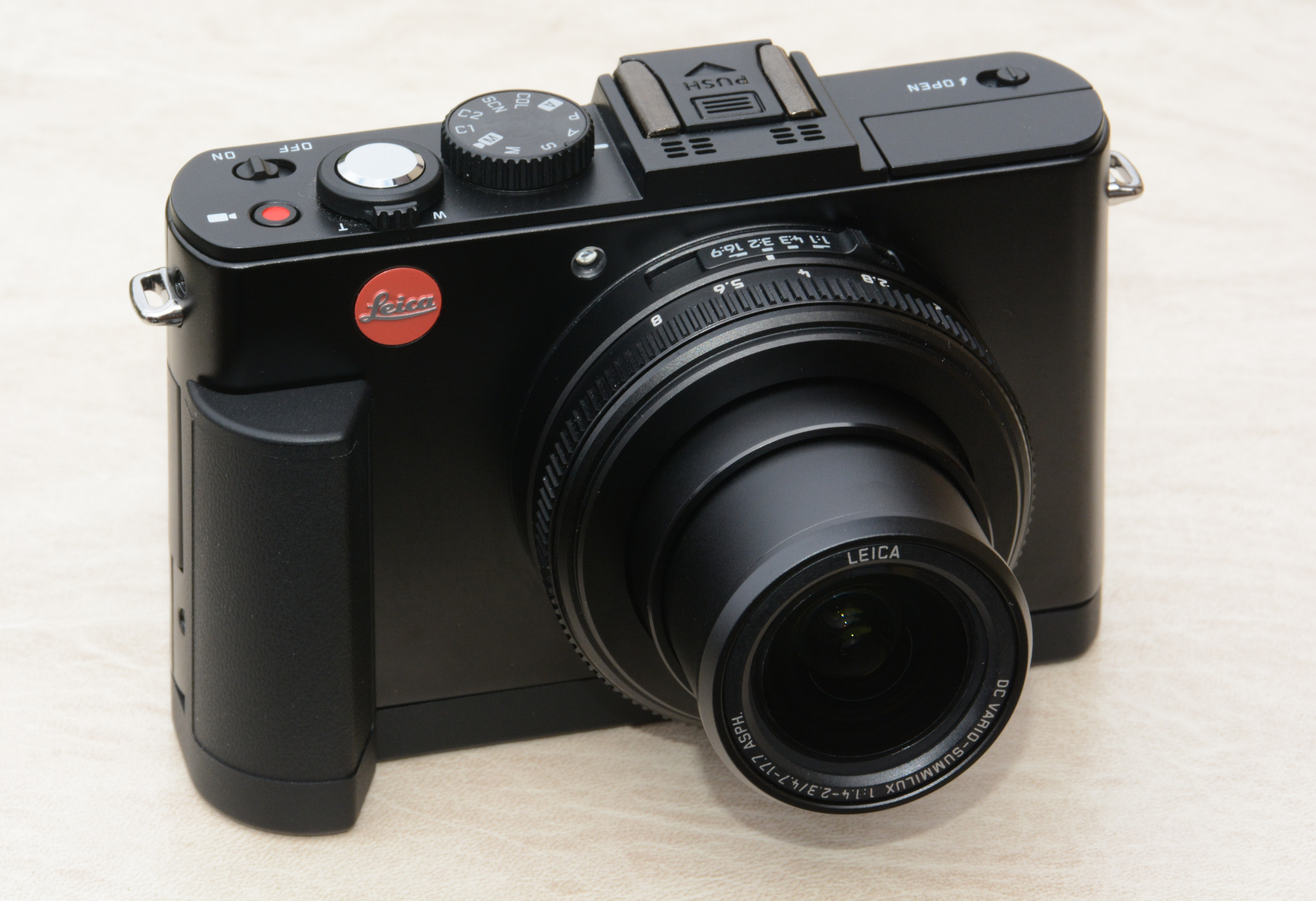
دي لوكس 6 عام 2012.

- في 9 سبتمبر عام 2019، أصدرت شركة لايكا نموذج لايكا إس 1، مع إضافة مستشعر حجم أيه بي إس-سي في جسم مضغوط، وعدسة أمامية ثابتة، وبدون محدد المنظر.
- في مايو عام 2012، قدمت شركة لايكا نموذج لايكا إكس 2 خلفية نموذج لايكا اكس 1.[48]
- في عام 2013، أعلنت شركة لايكا عن نموذج لايكا اكس فاريو، مع إضافة جسم مضغوط مزود بمستشعر حجم أيه بي إس-سي 16.2 ميجابكسل، وزوم ثابت بفتحة متغيرة، وبدون عدسة للكاميرا.[49]

في عام 2014، أعلنت شركة لايكا عن نموذجين من سلسلة اكس:
- نموذج اكس-إيه يتميز بعدسة 24 مم.
- نموذج لايكا اكس يحتوي على عدسة 23 مم.[50]
- سلسلة سي
- في 8 سبتمبر عام 2013، أعلنت شركة لايكا عن نموذج لايكا سي، وهي كاميرا مدمجة مع محدد منظر إلكتروني قائم على شركة باناسونيك دي إم سي-إل إف 1.

## كاميرات الأفلام المدمجة
سلسلة سي (شوت اند بوينت)
- أيه إف-سي1 عام 1989.
- سي زد زووم عام 1991.
- سي2 زووم عام 1991.
- زد2 اكس من عام 1997 إلى عام 2001.[52]

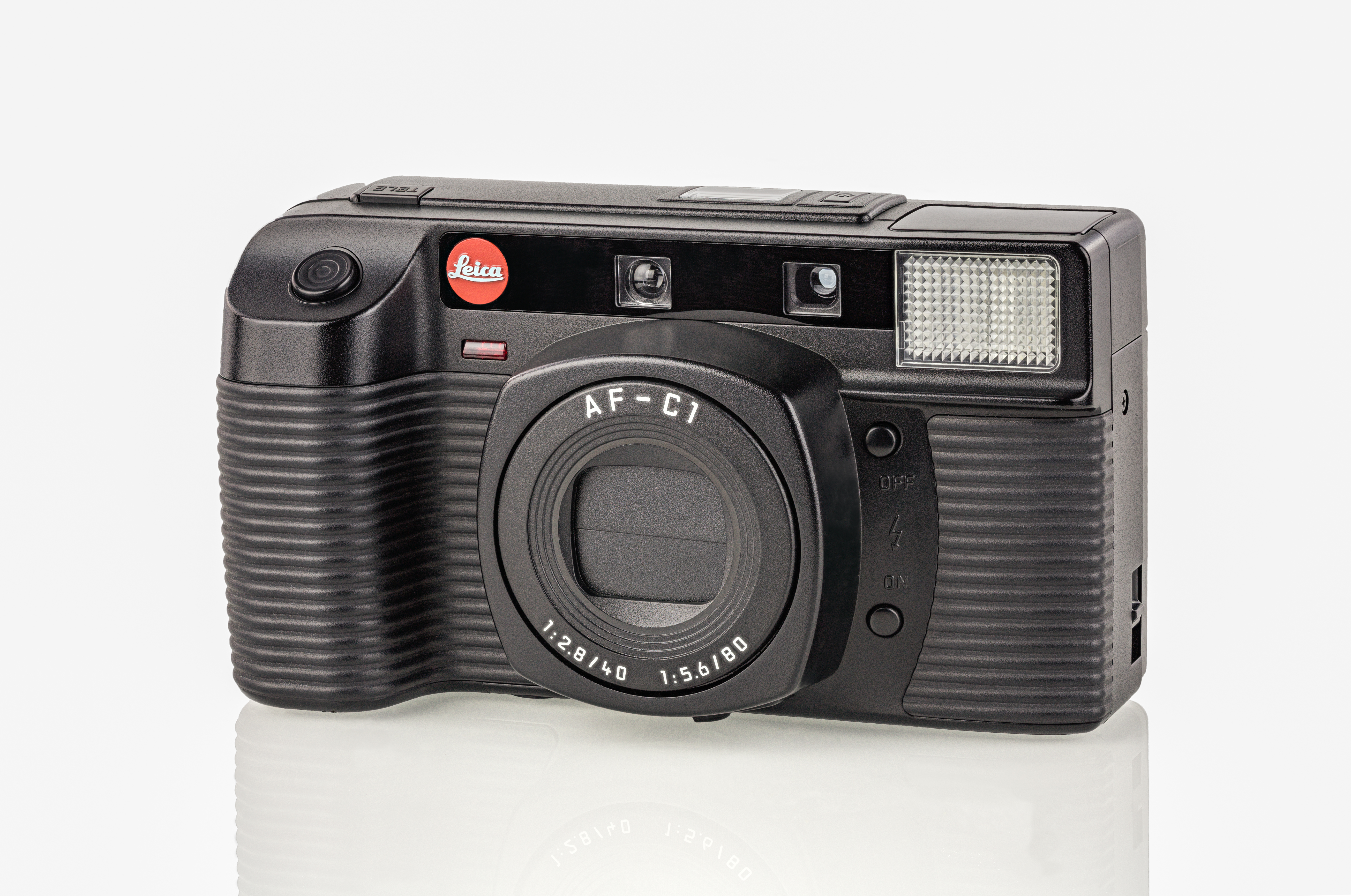
أول كاميرا صغيرة الحجم لايكا، من صنع مينولتا (1989-1991)

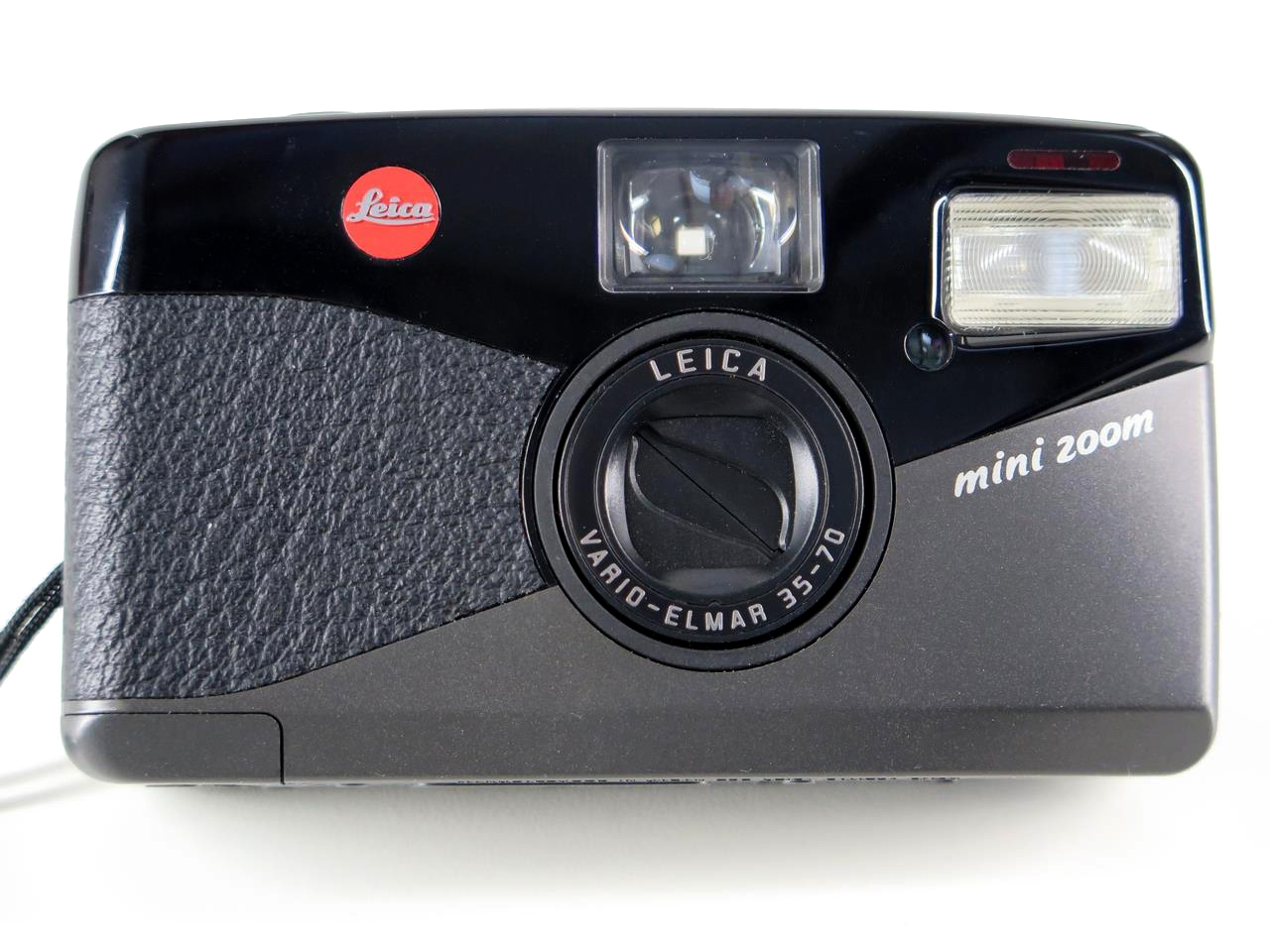
كاميرا لايكا ميني زوم (1993–1997)

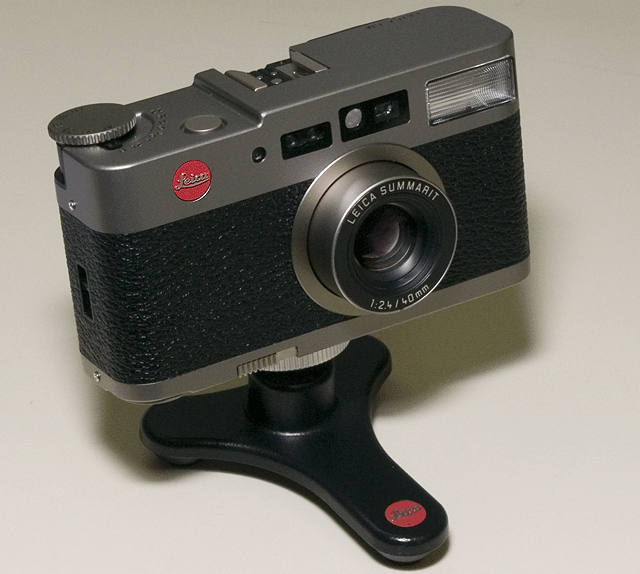
كاميرا لايكا سي إم (2003–2006)

- لايكا سي إم 40 مم من عام 2003 إلى عام 2006.[52]
- لايكا سي إم زووم من عام 2003 إلى عام 2006.[52]

سلسلة ميني
- لايكا ميني من عام 1991 إلى عام 1993.[52]
- لايكا ميني 2 من عام 1993 إلى عام 1996.[52]
- لايكا ميني زووم من عام 1993 إلى عام 1997، بعدسات زووم فايرو المار من 35 إلى 70 بكثافة مضيئة 1:4 – ٦.٧. صممت الكاميرا من قبل مانفريد ماينزر وكلاوس ديتر شايفر.[53]
- لايكا ميني 3 من عام 1996 إلى عام 1997.[52]

سلسلة مينيلوكس
- لايكا مينيلوكس 40 مم من عام 1995 إلى عام 2003.[52]
- لايكا مينيلوكس زووم من عام 1998 إلى عام 2003.[52]
- صممت هذه النماذج من قبل كلاوس ديتر شايفر ومانفريد مينزر،[54] اللذان قاما بتصميم مماثل لنموذج لايكا أر 8 والكاميرا الرقمية لايكا إس 2.[55]

سلسلة سي إكس
- سي 1 من عام 2000 إلى عام 2005.[52]
- سي 2 نموذج صنع في الصين في عام 2000.
- سي 3 من عام 2002 إلى عام 2005.[52]

## العدسة العاكسة

### لايكا فلكس
- لايكا فلكس من عام 1964 إلى عام 1965، بمقياس ضوء خارجي مدمج، وشاشة تركيز واضحة مع بقعة مركزية دقيقة.

كان هناك ضغط كبير على شركة لايكا أثناء تصنيع نموذج لايكا إس إل أر، بسبب النجاح الهائل لكاميرا نايكون إف التي صدرت عام 1959.

### سلسلة لايكا إس إل
- لايكا فلكس إس إل في عام 1968، بمقياس تي تي إل انتقائي، وجسم أطول من نموذج لايكا فلكس، نموذج ذات محرك كبير وثقيل، صنع منه حوالي 1000 كاميرا فقط.
- لايكا فلكس إس إل 2 في عام 1974، مزود بمقياس إضاءة أكثر حساسية وشكل أنيق، يعتقد البعض ان نموذج إس إل أر هو أصعب نموذج تم تصميمه من لايكا.

يحتوي متحف لايكا سولمس على نموذج لايكا فلكس إس إل 2، ونموذج موتور، ونموذج ساميكرون 35 مم الذي نجى من سقوط 7600م من طائرة حربية فانتوم 2، تعرض للتلف لكن لايكا اعتبرته قابلا للإصلاح.
صنع 1000 كاميرا فقط من نموذج لايكا فلكس إس إل 2، وكان هذا آخر نموذج في سلسلة لايكا فلكس، وآخر نموذج ميكانيكيا تم تصنيعه ولمده 14 عام.
حسب ما ورد كلف تصنيع نموذج ليتز أكثر من مبيعاته، مما أدى إلى تعاون الشركة مع مينولتا في سلسلة الكاميرات الإلكترونية التالية.

## تاريخ الشركة
تم بناء النموذج الأول من قبل أوسكار يارنيك في عام 1913. بهدف تصوير المناظر الطبيعية، وخاصة خلال الرحلات الجبلية، استخدم فلم 35 مم بدلا من 18 × 24 ملم
واليوم دخلت عالم الهواتف الذكية وبدأت بتصنيع كاميرات هاتف هاواوي حيث زودتهم ب أول كاميرا في العالم ثلاثيه بدقة 40 ميكابكسل مع فتحة عدسه قياس (1.8/f).

## وصلات خارجية
- الموقع الرسمي لشركة لايكا.
- لايكا: أول 70 عامًا
- تصوير مسرح الجريمة- الصفحة 26.
- الفتاة مع كاميرا لايكا.

يوتيوب
- الموقع الرسمي لشركة لايكا على اليوتيوب.
- كاميرا إس إل 2 بالتفصيل.
- الإعلان عن كاميرا لايكا إس إل 2. زيورخ- سويسرا.
- الإعلان عن كاميرا لايكا إس إل 2. باريس- فرنسا.
- الإعلان عن كاميرا لايكا إس إل 2. لندن- المملكة المتحدة.
- الإعلان عن كاميرا لايكا إس إل 2. سيول- كوريا الجنوبية.
- 2. سيول- كوريا الجنوبية.
- فيلم قصير لشينغو واكاجي بكاميرا لايكا إس إل 2.